# Basilica di Sant'Antonio di Padova

Stemma della basilica

La Pontificia Basilica Minore di Sant'Antonio di Padova è uno dei principali luoghi di culto cattolici della città di Padova, in Veneto.
Conosciuta a livello mondiale come Basilica del Santo, o più semplicemente come il Santo, è una delle più grandi chiese del mondo ed è visitata annualmente da oltre 6,5 milioni di pellegrini, che ne fanno uno dei santuari più venerati del mondo cristiano. Non è comunque la cattedrale della città, titolo che spetta al duomo. In essa sono custodite le reliquie di sant'Antonio di Padova e la sua tomba.
La piazza del Santo, antistante, ospita il monumento equestre al Gattamelata di Donatello. Donatello realizzò anche le sculture bronzee (Crocifisso della basilica del Santo, statue e formelle di varie dimensioni) che Camillo Boito ha collocato sull'altare maggiore da lui progettato.
Ha la dignità di basilica pontificia. Con i Patti lateranensi la proprietà e l'amministrazione del complesso antoniano, già della città di Padova (dalle origini) che le gestiva attraverso l'ente laicale della Veneranda Arca di Sant'Antonio (dal 1396), furono cedute alla Santa Sede pur rimanendo territorialmente parte dello Stato italiano. L'attuale delegato pontificio è l'arcivescovo Diego Giovanni Ravelli, arcivescovo titolare di Recanati e maestro delle celebrazioni liturgiche pontificie.
Il governo pastorale e la gestione amministrativa della basilica di Sant'Antonio sono regolati dalla costituzione apostolica Memorias Sanctorum di papa Giovanni Paolo II del 12 giugno 1993, la quale definisce i compiti e le relazioni tra la delegazione pontificia, i frati francescani e il sopravvissuto ente Veneranda Arca di Sant'Antonio. La basilica è retta dai francescani dell'Ordine dei frati minori conventuali. Dal 2021 è inclusa dall'UNESCO tra i patrimoni dell'umanità nel sito dei cicli di affreschi del XIV secolo di Padova.

## Storia
Secondo una tradizione molto diffusa nel tardo Medioevo, ma che non ha fondamenti storici né archeologici, in questo luogo sorgeva un tempio dedicato alla dea Giunone, in cui, secondo Tito Livio, i padovani donavano ed appendevano i trofei vinti nelle loro battaglie.
Nel Medioevo questa era una zona periferica della città di Padova, dove sorgeva la piccola chiesa di Santa Maria Mater Domini, che era stata affidata ai frati minoriti. Qui aveva soggiornato sant'Antonio per poco più di un anno tra il 1229 ed il maggio 1231; accanto era stato fondato il convento dei francescani, forse proprio da sant'Antonio nel 1229. Quando Antonio morì il 13 giugno 1231 presso l’Arcella, nella parte nord di Padova, la sua salma venne composta in questa piccola chiesa e vi fu sepolto, seguendo il suo desiderio.

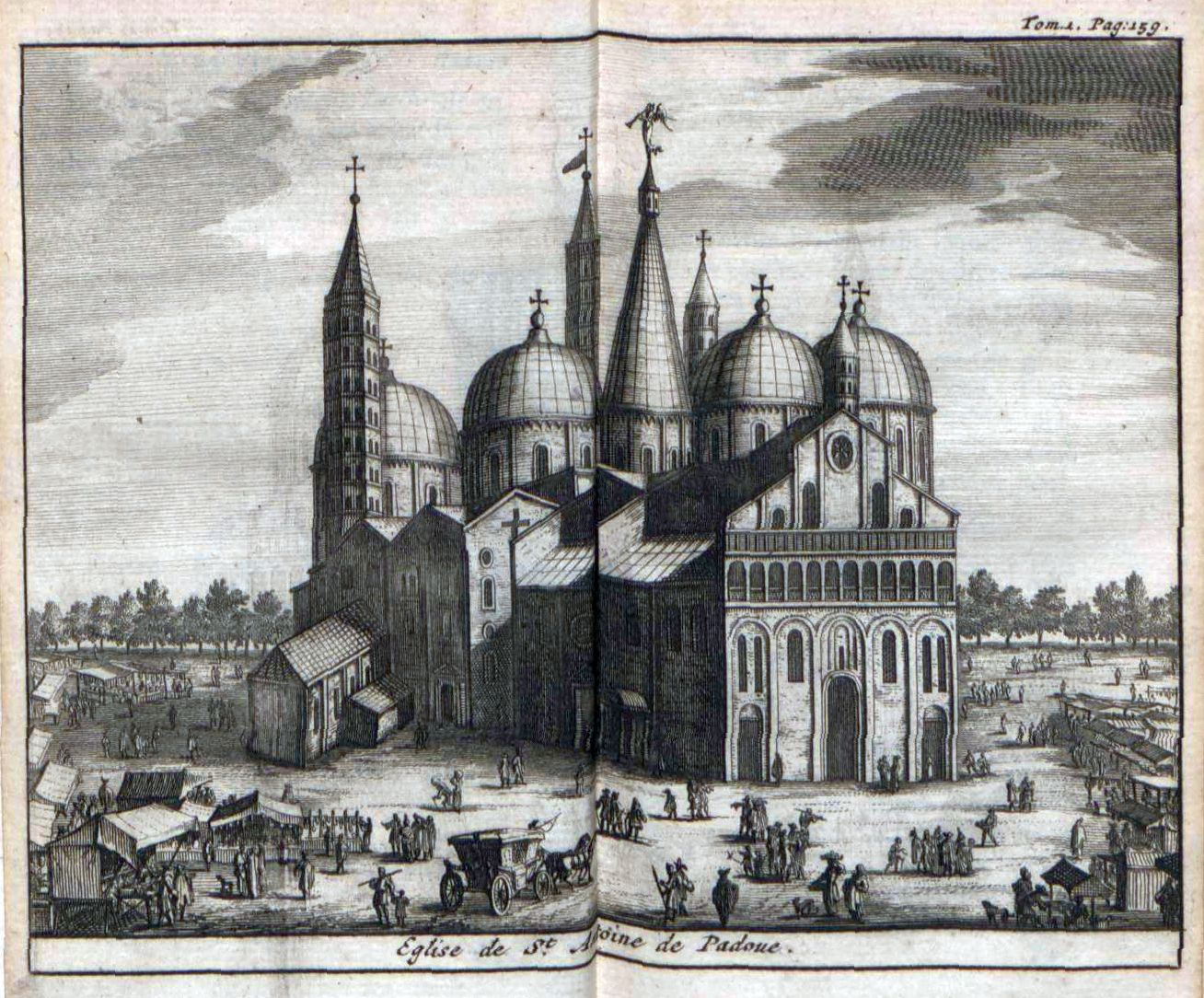
Basilica di sant'Antonio. Tavola tratta da Delices de l'Italie, 1709

Ben presto furono registrati molti fenomeni miracolosi sulla sua tomba ed iniziarono ad arrivare pellegrini prima dalle contrade vicine e poi anche da oltralpe. Le varie componenti della cittadinanza di Padova (comune, vescovo, professori dell'Università, ordini religiosi e popolo) chiesero congiuntamente di innalzare Antonio all'onore degli altari. Il processo canonico si svolse in tempi molto brevi: nella cattedrale di Spoleto il 30 maggio 1232 il papa Gregorio IX lo nominò santo. Quindi, ad un anno dalla morte del santo, si decise di porre mano alla chiesetta di santa Maria e di erigerne una nuova, proporzionata all'esigenza di ricevere ed ospitare i gruppi di pellegrini; l'antica chiesetta formò il nucleo da cui partì la costruzione della basilica e tuttora è inglobata come cappella della Madonna Mora.

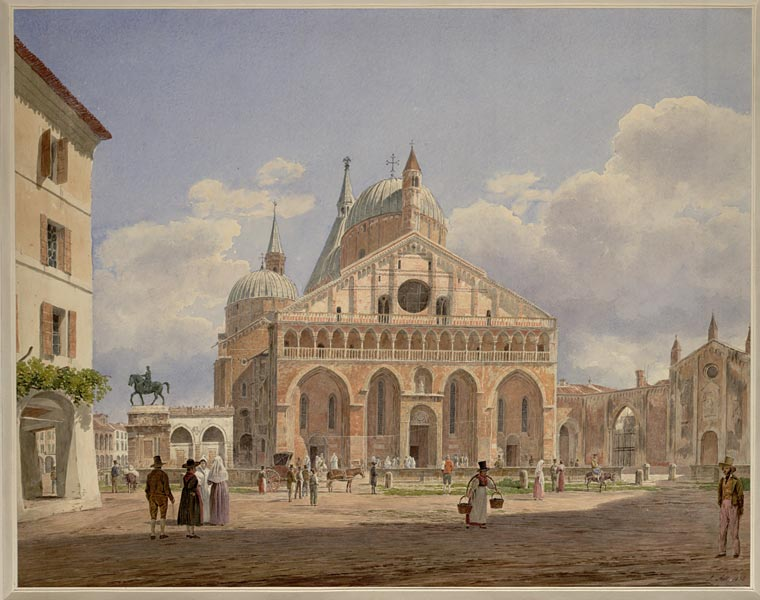
La basilica raffigurata nel 1838 da Rudolf von Alt

La costruzione della basilica si protrasse fino al 1310. Modifiche all'assetto della basilica si prolungano fino al XV secolo, con un forte impulso dopo l'incendio e conseguente crollo di un campanile nel 1394. I lavori del XV secolo includono il rialzamento del deambulatorio e il riassetto del coro, con la costruzione di una nuova cortina. Fra il 1464 e il 1467 nella basilica lavorò Pietro Lombardo, che vi scolpì il monumento di Antonio Roselli (1464) e la lapide sepolcrale di Jacopo Pavini (1467), entrambe rinascimentali. Durante la guerra della Lega di Cambrai (1509), Padova fu al centro dei combattimenti e la basilica si trovava a breve distanza dalle fortificazioni e pertanto, trovandosi tra due fuochi, subì da una parte i furori delle truppe venete assediate e dall'altra le rappresaglie dell'esercito imperiale assediante, che a fasi alterne la occupavano.
Nel corso del XX secolo vengono affrescate nuovamente le cappelle laterali, molto deteriorate dall'incuria e dal trascorrere dei secoli.
Il 29 maggio 2012 la basilica è stata danneggiata da una delle scosse di terremoto che hanno colpito il territorio dell'Emilia-Romagna; ci sono stati distacchi su oltre 3 m² di intonaco decorati dal Casanova. I frammenti sono stati raccolti e messi al sicuro, sotto controllo della Soprintendenza. Tutto il deambulatorio che corre attorno al presbiterio è stato protetto, così che eventuali altri distacchi non possano colpire i pellegrini.

## Architettura
È caratterizzata da una perfetta armonizzazione di diversi stili: la facciata a capanna romanica; i contrafforti che si sviluppano fino a diventare archi rampanti in stile gotico che, in parallelo, scandiscono con regolarità lo spazio e le cupole in stile bizantino, mediato attraverso Venezia; ed i due campanili gemelli che, invece, richiamano quasi dei minareti. Gotica è pure la struttura dell'abside con cappelle radiali.
Il complesso delle cupole rievoca non solo la Basilica di San Marco a Venezia, ma anche l'architettura romanica francese del Périgord che a sua volta rimanda a moduli bizantini.
Il chiostro del Capitolo ospita interessanti tombe di docenti dell'Università di Padova, fra cui quelle di Bonjacopo Sanvito e Raniero Arsendi.

## Esterno della basilica e piazza del Santo

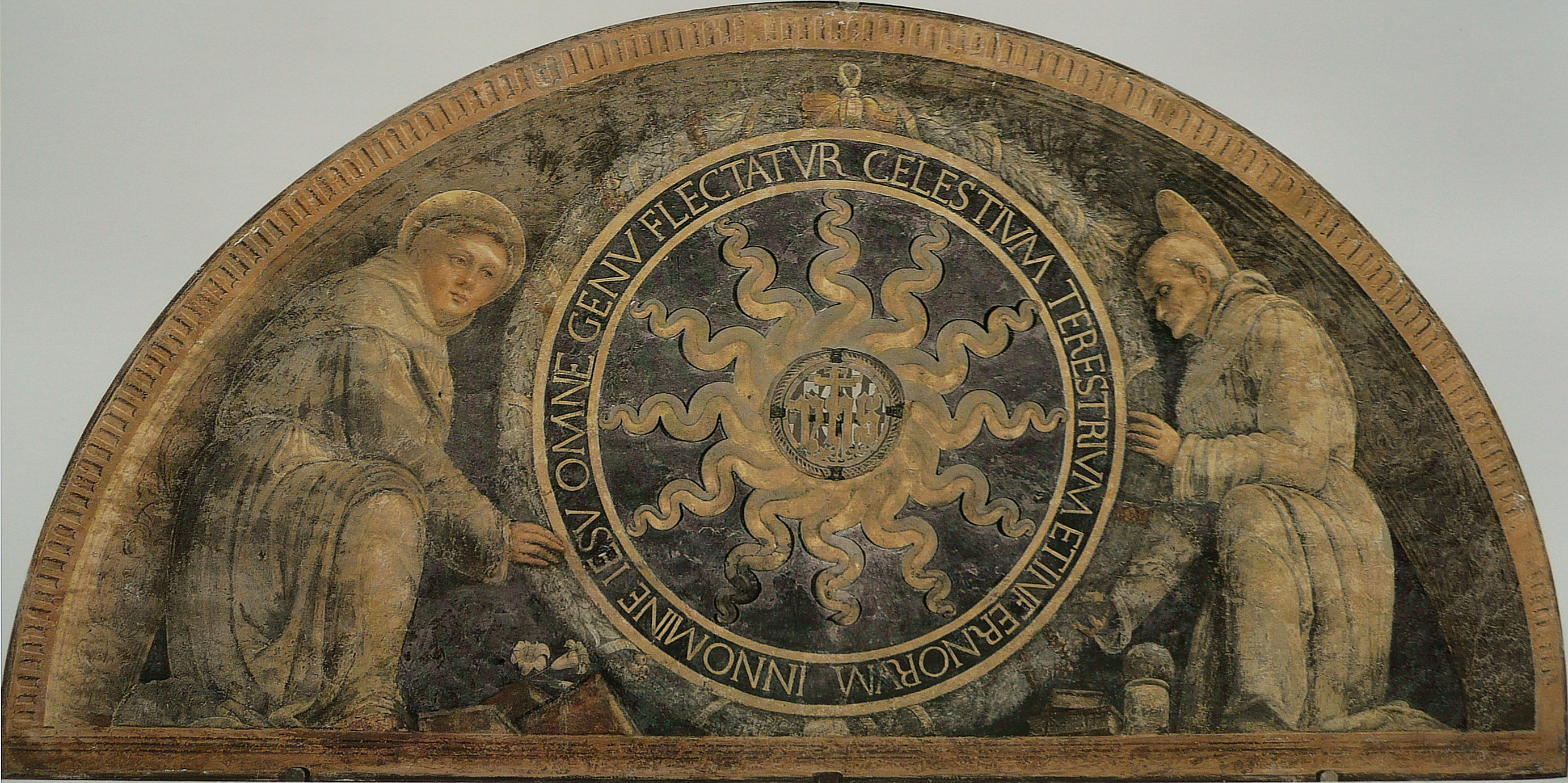
Andrea Mantegna - Trigramma di Cristo tra due santi, una volta posto sulla lunetta del portale principale.

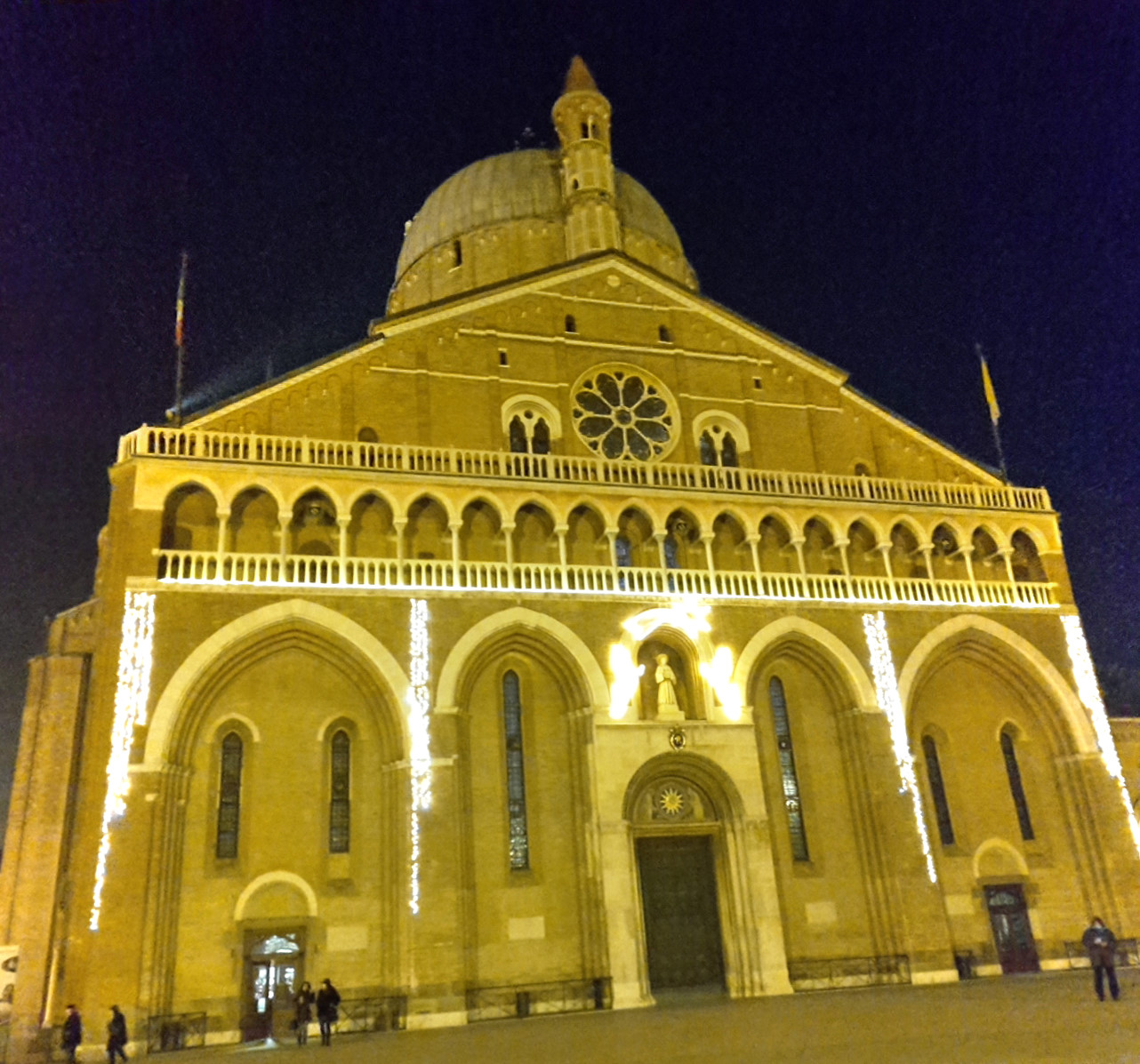
La basilica di Sant'Antonio di Padova di notte

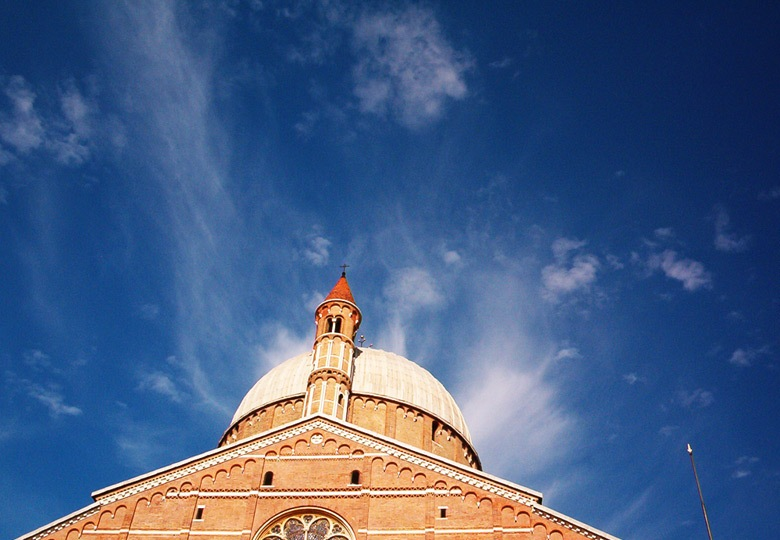
La guglia sulla sommità della facciata.

La facciata è alta 28 m circa ed è larga 37 m circa; sono presenti cinque arcate rientranti, quella centrale è sormontata da una nicchia contenente la statua del santo e sotto si apre la porta maggiore. Nella lunetta del portale maggiore è presente una copia di Nicola Lochoff dell'affresco di Andrea Mantegna con raffigurazione di Sant'Antonio e san Bernardino che adorano il monogramma di Cristo. L'affresco originale, staccato, si conserva nel vicino convento. Nella nicchia si può vedere la Statua in pietra di sant'Antonio, copia fatta nel 1940 da Napoleone Martinuzzi per sostituire l'originale trecentesco di Rinaldino di Francia, molto deturpato dagli anni e dalle intemperie ed ora conservato nel Museo Antoniano.
Sulla facciata si aprono tre porte bronzee, realizzate seguendo il disegno progettuale di Camillo Boito (1895). In quella centrale si possono vedere San Ludovico da Tolosa, san Francesco, sant'Antonio e san Bonaventura, opera di Giuseppe Michieli.
Il sagrato della basilica fu adibito per secoli a cimitero e sono conservate tuttora alcune tombe, come quella del giurista Antonio Orsato, morto nel 1497; il monumento è composto da un'elegante edicola con urna funeraria addossata alla parete laterale sinistra della basilica.
Sul tetto della basilica si trovano otto cupole e due esili torri adibite a campanili, che toccano i 68 metri di altezza.

## Interno
L'interno è a croce latina, suddiviso in tre navate da pilastri; sulla parte superiore delle pareti corrono delle gallerie.

### Misure dell'interno
La basilica del Santo è lunga 115 metri, nella crociera è larga 55 metri e l'altezza massima dell'interno è 38,50 metri (a differenza della facciata che è alta 28 metri circa).

### Presbiterio e altare maggiore

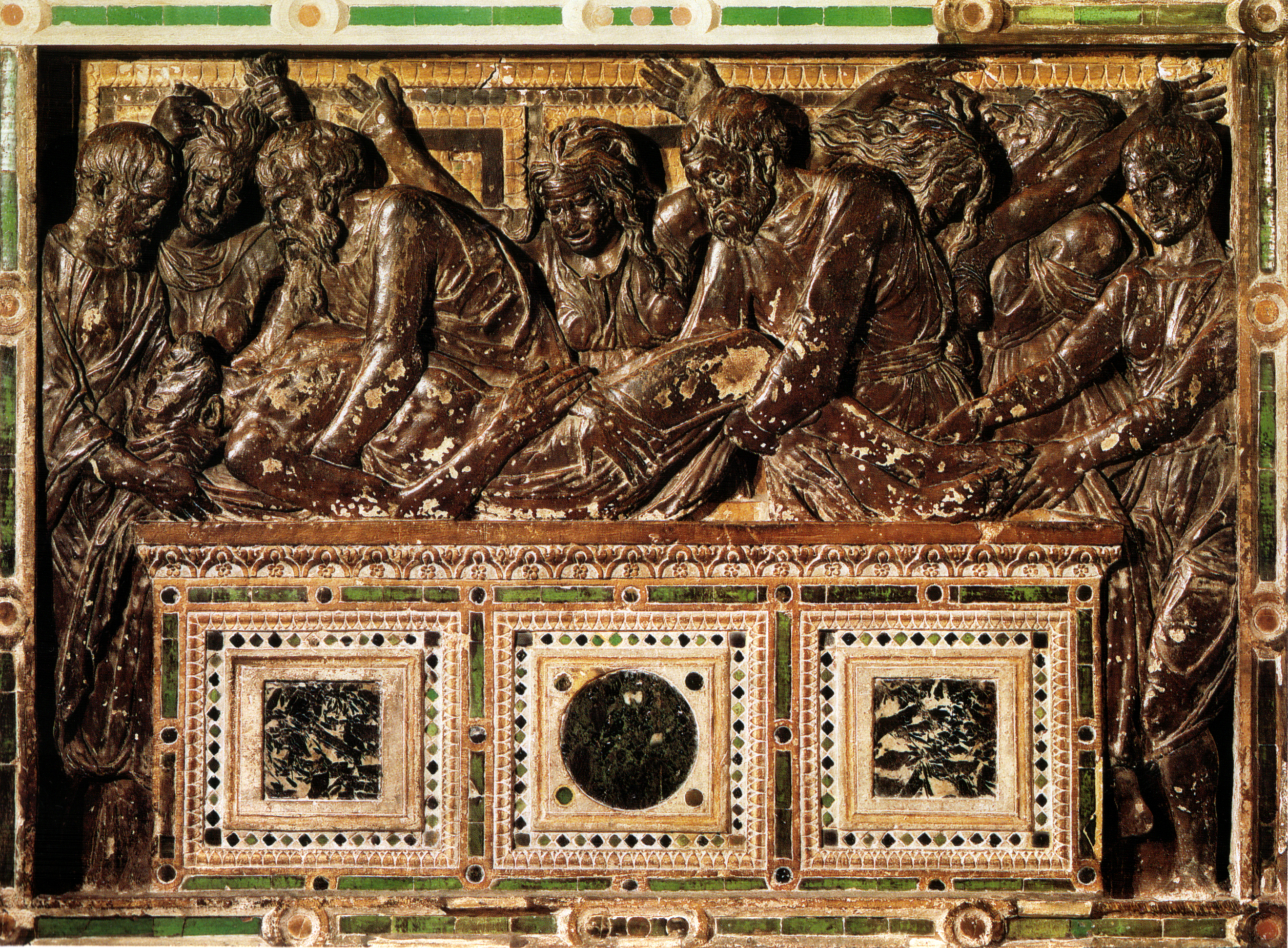
Rilievo della Deposizione di Cristo di Donatello nell'altare maggiore.

L'attuale presbiterio è dominato dall'altare maggiore progettato da Camillo Boito, ma che non ha nulla del grande altare pensato ed eretto da Donatello, sia per quanto riguarda la struttura che la disposizione dei bronzi. Quello realizzato dal Boito è stato, cronologicamente, il quinto altare realizzato: il primo, in stile gotico, fu demolito nel 1448 per la creazione di Donatello, il quale realizzò sette statue a tutto tondo rappresentanti la Madonna col Bambino, i santi Francesco, Antonio, Giustina, Daniele, Ludovico e Prosdocimo.
Giacomo Campagna, scultore, e Cesare Franco, architetto, innalzarono successivamente una pomposa struttura di stile manierista, che consisteva in un grande arco trionfale, che accoglieva un enorme ciborio nel suo fornice.
Anche questo altare fu smembrato verso il 1668 per fare spazio ad un nuovo altare alla romana, formato solo da una semplice mensa, mentre il grande ciborio fu posizionato nella cappella del Santissimo e l'arco trionfale nella parte posteriore dell'abside. Anche le sculture di Donatello furono spostate: alcune furono portate nella cappella del Santissimo, altre poste sul nuovo altare, altre ancora lungo la cinta marmorea del presbiterio.
Nel 1895 il bronzista Giovanni Lomazzi realizzò gli arredi per il leggio e la cartagloria disegnati dall'architetto Camillo Boito.

### Cappella delle Reliquie o del Tesoro

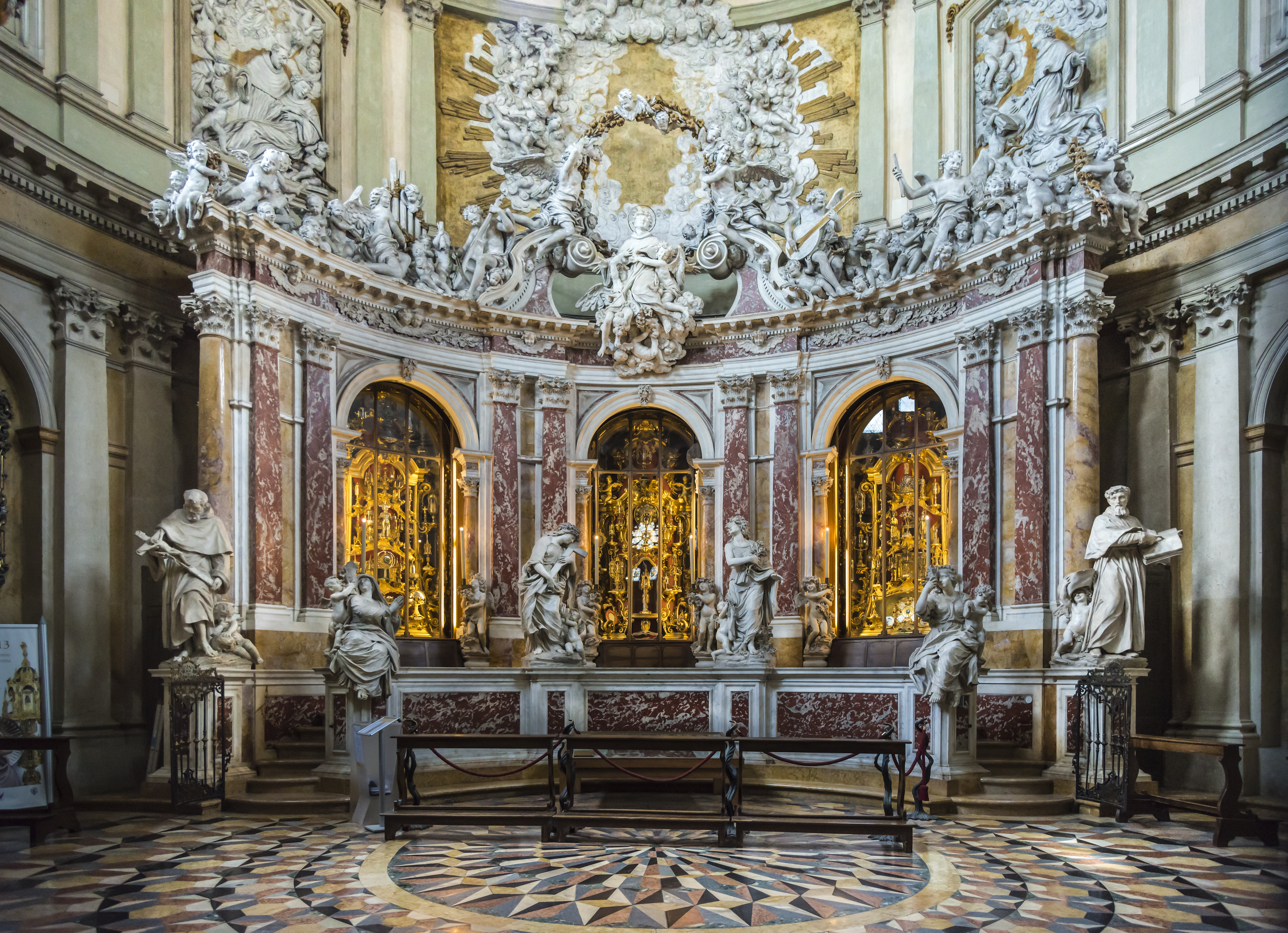
Cappella delle reliquie

La cappella contiene il tesoro della basilica, composto da numerose reliquie, tra cui sono degni di nota, per la devozione di cui sono oggetto e per la bellezza dei reliquiari, la reliquia del mento di sant'Antonio, e la reliquia della lingua incorrotta del Santo.
Sono presenti inoltre numerose preziose suppellettili liturgiche (calici, pissidi, patene, messali).
In apposite teche di vetro sono esposti i resti della ricognizione del corpo del santo effettuata nel gennaio 1981 (frammenti della tonaca del santo, le casse in legno contenenti le ossa - poi ricomposte nella tomba in un'urna di vetro -, i drappi avvolgenti le casse, un'iscrizione del 1263 attestante la prima traslazione del corpo).
Fino alla fine del XVII secolo qui si trovava la cappella absidale dedicata a san Francesco, la cui costruzione era iniziata il 28 settembre 1267. Nel 1691, dopo aver demolito la piccola abside, fu costruita l'attuale cappella rotonda, con cupola e di maggiore estensione rispetto alla precedente; il progetto fu affidato all'architetto e scultore genovese Filippo Parodi, discepolo del Bernini.
Compiuta in soli tre anni la costruzione della cappella, iniziarono i lavori per la sua decorazione, che si prolungarono per diversi anni. La cupola a lanterna fu demolita nel 1739 perché minacciava di crollare e fu sostituita dall'attuale, emisferica, in muratura con calotta esterna in piastre di piombo. Le reliquie furono trasferite dalla sagrestia solo nel 1745.
Antichi inventari ci informano sulla ricchezza e magnificenza dei tesori conservati presso la basilica prima che fossero intaccati per varie cause, soprattutto belliche, nel corso dei secoli. Le perdite più gravi vi furono nel 1405, quando Padova fu conquistata da Venezia, e nel 1797, all'arrivo dell'esercito rivoluzionario francese.

#### Interno della cappella
Sulle pareti dell'atrio della cappella sono presenti le targhe sepolcrali del matematico ed astrologo Andrea Argoli da Tagliacozzo e di Angelo Diedo, procuratore di San Marco e benemerito per l'erezione della cappella. Entrambe le targhe sono opera di Giovanni Bonazza. Le fasce in marmo bianco con raffigurazioni di gigli e di teste di cherubini sono opera dello stesso scultore, mentre il cancello è un lavoro di Giovanni Battista Pellegrini risalente al 1711.
L'interno ha un diametro di 13,29 m ed un'altezza di 20 m ed è realizzato in puro stile barocco. È dominato dal gruppo marmoreo del Sant'Antonio in gloria, opera di Filippo Parodi. Le schiere d'angeli che lo completano, sono in stucco e furono realizzati dal ticinese Pietro Roncaioli, come pure le restanti decorazioni in stucco del tamburo della cupola, mentre la Gloria della Purità, nella calotta, è opera dei padovani Augusto e Ferruccio Sanavio e Carlo Bianchi e sono stati realizzati tra il 1910 ed il 1913 in stile neobarocco.

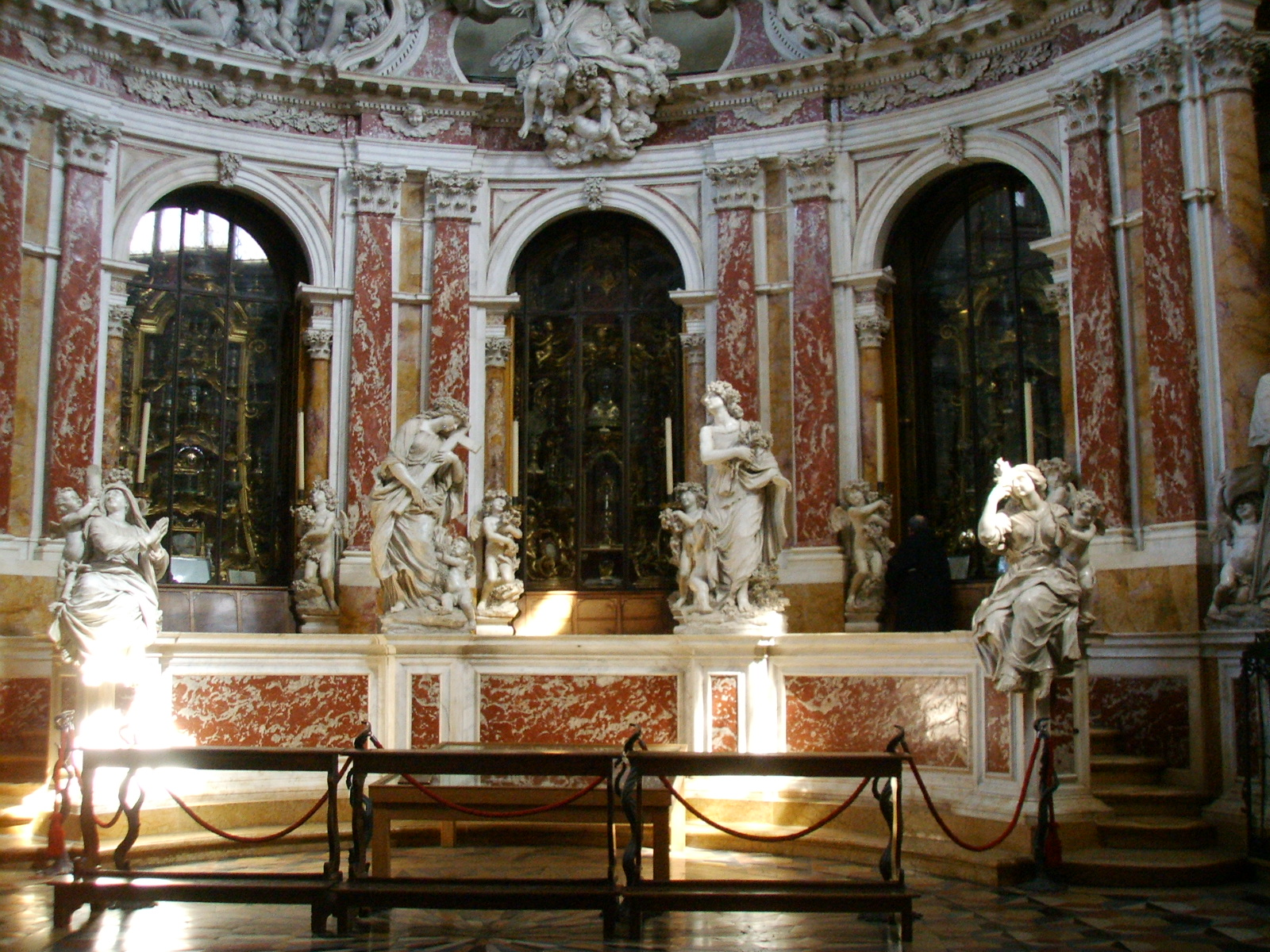
Cappella delle reliquie

#### Nicchia sinistra
Al centro della nicchia è presente un reliquiario in argento dorato, opera di Roberto Cremesini del 1982, contenente l'osso sesamoide con resti di cute e di capelli di sant'Antonio.
Tra le altre reliquie ed i gioielli dell'oreficeria, i più degni di nota sono:
- grande turibolo in argento dorato, opera di Marco Baldi del 1440;
- navicella portaincenso in argento dorato, con minuziosi particolari sia dell'equipaggio che della attrezzatura; lavoro degli inizi del XVI secolo;
- mazza turchesca in argento dorato, finemente arabescata e con numerosi turchesi sull'impugnatura; la mazza è un dono del re polacco Giovanni III Sobieski, anche se per lunga tradizione era ritenuto il bastone di comando del Gattamelata;
- reliquiario con il radio di sant'Antonio, ex-voto per la guarigione di Vittorio Amedeo II di Savoia e risalente al 1672. Si tratta di un manufatto piemontese dell'epoca;
- pisside decorata con 23 cammei, opera rinascimentale francese, acquisita nel 1586;
- calice in oro con smalti e smeraldi, donato nel 1733 da Maria Amalia d'Asburgo, moglie dell'imperatore Carlo VII;
- portaprofumi a forma di ghianda gigante, con un gufo poggiato sul coperchio; lavoro del XV secolo;
- bicchiere in vetro che l'eretico Aleardino scagliò a terra, ma che rimase intatto. Lo stesso Aleardino lo donò al santuario; è ora rivestito da una decorazione d'argento risalente al XIII secolo;
- pietra proveniente dal giardino del Getsemani racchiusa in un cofanetto del XIV secolo decorato con smalti e trafori;
- navicella portaincenso del XV secolo in argento e madreperla, con pregevoli nielli;
- reliquiario di san Gregorio e di san Vincenzo, opera di Marco Baldi del 1462;
- altra pietra proveniente dal Getsemani, il cui reliquiario duecentesco, in precedenza, conteneva la lingua di sant'Antonio;
- macigno che serviva da guanciale a sant'Antonio, secondo un'antica tradizione. È un dono della badessa Elisabetta Speroni; Zona

#### Nicchia centrale
Le principali reliquie conservate sono: 
- Lingua di sant'Antonio, contenuta in un reliquiario in argento dorato, di 81 cm di altezza, opera di Giuliano da Firenze, discepolo del Ghiberti. Appena sotto è presente un reliquiario a forma di libro, contenente l'apparato vocale del Santo, opera del 1981 dell'artista contemporaneo Carlo Balljana;
- Mento di sant'Antonio, reliquiario a forma di busto, sormontato da un'aureola e con un cristallo al posto del viso. Fu eseguito nel 1349 su commissione del cardinale Guy de Boulogne e vi sono incise le parole in lingua veneta M CCC XXXX VIIII DIE PRIMO DE AGVSTO FO FATO STO LAVORIERO. La base con i quattro piccoli leoni fu aggiunta nel corso del XV secolo a spese della famiglia Orsato. Il 10 ottobre 1991 la reliquia del mento del Santo fu rubata nottetempo da tre banditi mascherati e fu in breve tempo ritrovata intatta nei pressi di Roma, e ricollocata nella cappella;
- Reliquiario della croce di cristallo, lavoro risalente al 1436-1437 di Gian Agostino Elini e di Giovanni Fabbro. In forme già rinascimentali, è alto 97 cm;
- Cute della testa sant'Antonio, opera trecentesca alta 70 cm, ritoccata tra il 1436 ed il 1437 da Filippo Baldi. Fino a tale data vi era contenuta la lingua di sant'Antonio;
- Capelli della Vergine, opera dell'orefice Bartolomeo da Bologna, che ha imitato le forme di Giuliano da Firenze;
- Cilicio di sant'Antonio, reliquiario di 80 cm di altezza, realizzato in forme rinascimentali;
- Reliquiario per tre spine della corona di Cristo, opera realizzata verso la fine del XV secolo, in precedenza era un ostensorio; si tratta di un dono del cardinale Girolamo Basso della Rovere;
- altro frammento della cute della testa sant'Antonio, reliquiario a forma di tempietto su otto esili colonne a spirale, opera del 1433, di Corrado Cagnoli;
- reliquario con reliquie di santa Caterina, della Maddalena e santa Giustina, a forma di albero con tre rami, è alto 77 cm e risale al XV secolo;
- reliquario di san Prosdocimo ed altri santi, ha forma di cupola, che ricorda quella conica della basilica, risale al XV secolo ed è alto 60 cm;
- Lembo della tonaca di sant'Antonio, opera di Bartolomeo da Bologna della prima metà del XV secolo;

#### Nicchia destra
- dito di sant'Antonio, contenuto in un ostensorio, a sua volta sostenuto da una piccola statua del Santo. L'opera in argento dorato risale al XIV secolo;
- terra di Palestina, contenuta in un ostensorio, a sua volta sostenuto da una piccola statua di san Ludovico d'Angiò. Anche quest'opera in argento dorato risale al XIV secolo;
- capelli di sant'Antonio contenuti in un reliquiario a forma di noce, con il Santo tra il fogliame. Si tratta di un ex-voto di Bartolomeo Campolongo e risale al 1500 circa;
- Ampolla con il sangue di san Felice, opera di Baldassarre da Prata (1505);
- Croce in rame dorato, lavoro del XV secolo;
- Scheggia del sepolcro del Cristo con reliquiario del XV secolo;
- Reliquiario di san Giacomo in forme goticheggianti (XV secolo);
- dito di san Lorenzo con reliquiario in argento dorato, risalente al XIV secolo;
- lembo della tonaca di san Bernardino, conservata in un reliquiario in argento dorato del XV secolo;
- reliquario di san Taddeo, lavoro del XV secolo;

Inoltre sul davanzale della nicchia sono presenti:
- una lettera autografa di Giuseppe da Copertino e datata 1650;
- due biglietti con firma autografa di sant'Alfonso de' Liguori e Vincenzo de' Paoli;

Il disco di ottone con intarsi in madreperla e pietre dure e con al centro il trigramma di Cristo è un lavoro del XV secolo.

## Cappella e altare dell'Arca

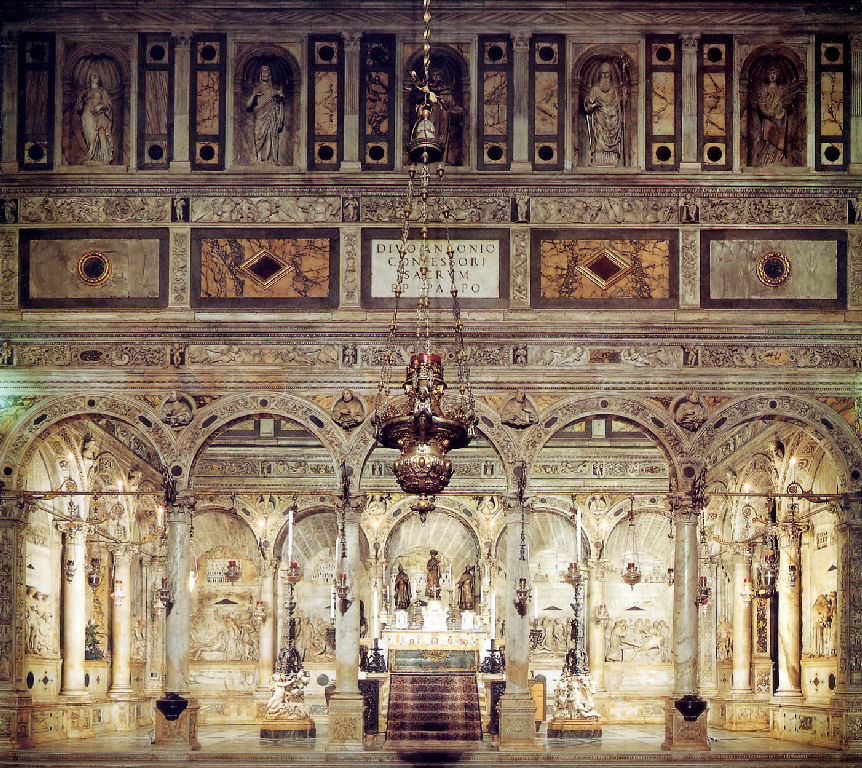
Arca del Santo

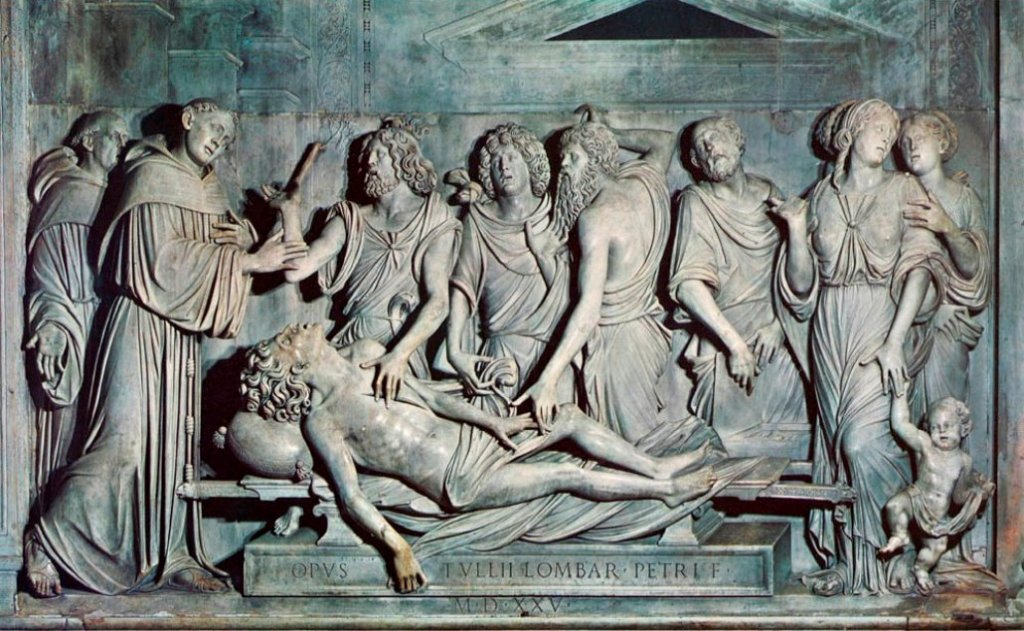
Tullio Lombardo - Miracolo del cuore dell'usuraio.

### Facciata della cappella
La facciata della cappella, a doppio attico, poggia su quattro colonnine e due pilastri laterali. Ai pennacchi vi sono i busti dei quattro evangelisti e al centro la dedica marmorea:
 dove l'ultima riga ha il significato di RESPUBLICA PATAVINA POSUIT, cioè la cittadinanza padovana pose.
Nella parte superiore, in cinque nicchie separate da paraste, sono presenti le seguenti statue:
- santa Giustina, di Giovanni Minello (1513);
- san Giovanni Battista, di Severo Calzetta (1500);
- sant'Antonio, di Giacomo Fantoni (1533);
- san Prosdocimo, di Sebastiano da Lugano (1503);
- san Daniele martire, di Giacomo Fantoni (1533).

Le due statue del Fantoni sono in stucco, mentre le altre di marmo.

### Interno
L'altare sorge su una piattaforma posta sopra sette gradini. È opera di Tiziano Aspetti (1607), ed è coronato da tre statue eseguite nel 1593-94: quella di Sant'Antonio al centro, affiancata da quella di San Bonaventura e di San Ludovico di Tolosa, che furono vescovi francescani.
Sul parapetto si possono vedere due coppie di angeli portacero. Il tabernacolo risale al 1742, come pure le due cartegloria in lamina d'argento sbalzato, lavoro dell'orefice veneziano Andrea Fulici, hanno raffigurato in bassorilievo, partendo da sinistra, il Miracolo del piede tagliato, l'Apparizione di Gesù bambino, il Miracolo della mula, la Vestizione di sant'Antonio ed il Miracolo dei pesci.
Il cancello in bronzo d'accesso all'altare è una realizzazione di Girolamo Paliari del 1603, mentre i due piccoli candelabri in bronzo, di autore ignoto, furono donati nel 1677 da Domenico Gritti, podestà di Padova. Ai lati dell'altare sono presenti due candelabri in argento, che hanno un supporto marmoreo che rappresenta angeli avviluppati tra nuvole e gigli. I candelabri sono alti ben 2,12 m e furono realizzati da Giovanni Balbi nel 1673 (quello di destra) e nel 1686 (quello di sinistra). Il supporto di sinistra fu realizzato nel 1689 da Filippo Parodi. mentre quello di destra nel 1712 da Orazio Marinali.
Dietro l'altare, lungo le pareti della cappella, tra gli intercolunni, nove altorilievi, rappresentano, tranne il primo, miracoli di sant'Antonio. Partendo dalla sinistra:
1. Sant'Antonio riceve l'abito francescano, opera di Antonio Minello terminata nel 1519;

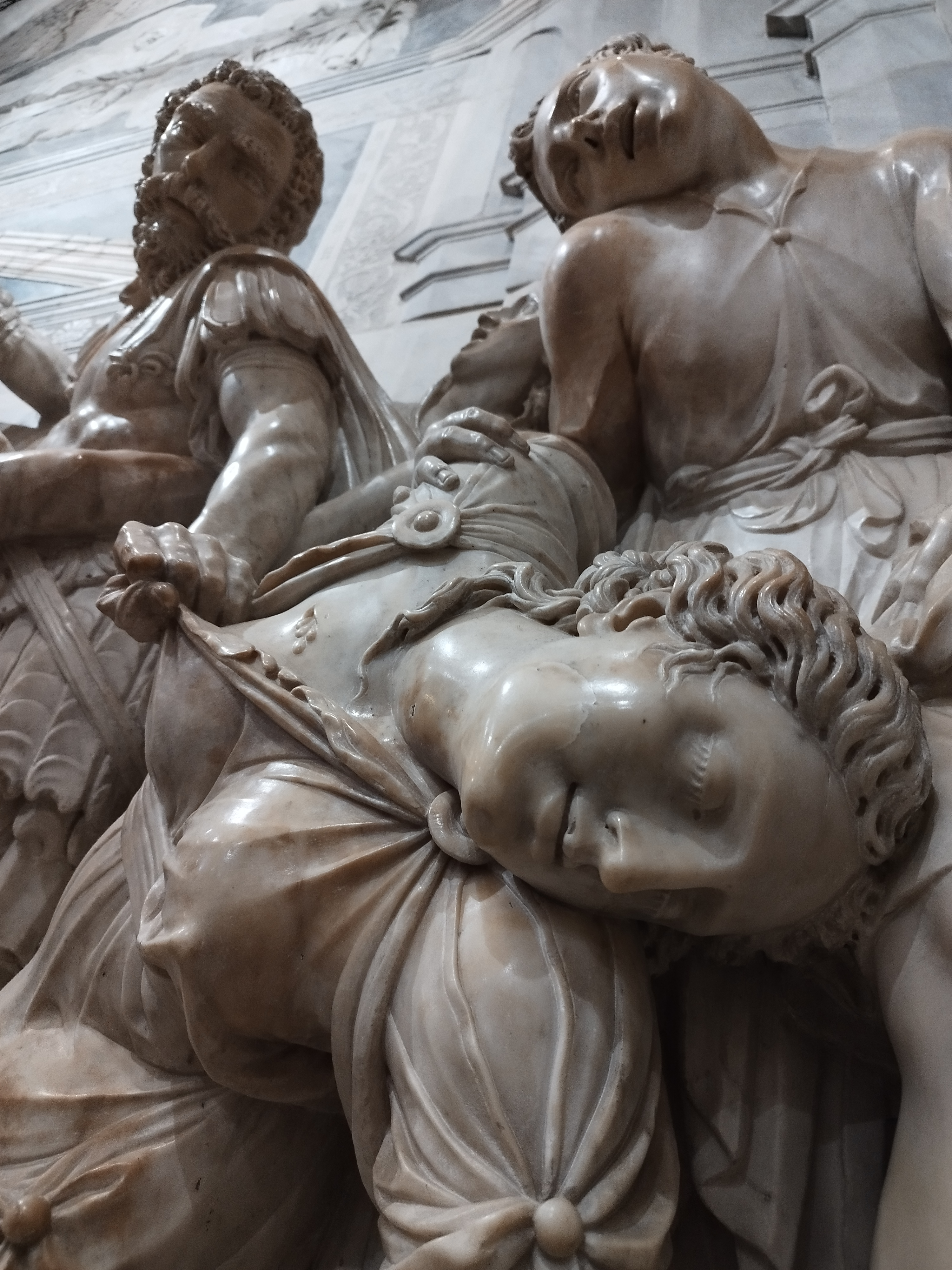

2. Il marito geloso pugnala la moglie e, nella centina, Sant'Antonio intercede da Cristo il miracolo, opera abbozzata dal padovano Giovanni Rubino tra il 1524 ed il 1529 e completata dal toscano Silvio Cosini tra il 1534 ed il 1537;
3. Miracolo del giovane resuscitato, opera abbozzata nel 1571 da Danese Cattaneo, che si è raffigurato di profilo nella cornice, a destra, poi completata dal suo allievo Girolamo Campagna nel 1577, come da iscrizione, cronologicamente l'ultimo rilievo del ciclo; in basso, Effigie del cardinale Bartolomeo Uliari, frate del vicino convento francescano e vescovo di Ancona e poi di Firenze, opera di Giovanni e Antonio Minello del 1502;
4. Miracolo della giovane resuscitata, opera firmata di Jacopo Sansovino, commissionata nel 1536 e completata solo nel 1562; nella centina sempre il Sansovino ha raffigurato la stessa basilica antoniana; nelle sue Vite il Vasari elogia la "fierezza dell'esecuzione";
5. Miracolo del bimbo resuscitato, opera iniziata da Antonio Minello tra il 1520 ed il 1528, poi completata da Jacopo Sansovino nel 1536; Sansovino, scultore di qualità e carattere completamente diverso dal Minello, è riuscito a riutilizzare le parti già abbozzate e a fornire un lavoro unitario, senza che si veda il salto da un autore all'altro;
6. Miracolo del cuore dell'usuraio, opera di Tullio Lombardo commissionata nel 1520, firmata e datata 1525, recentemente attribuita anche al figlio Sante;
7. Miracolo del piede risanato, opera firmata di Tullio Lombardo completata nel 1505; sotto si può vedere l'Effigie di Francesco Sansone, generale dell'Ordine francescano e grande fautore nonché mecenate della cappella, opera di Giovanni e Antonio Minello del 1502;
8. Miracolo del bicchiere rimasto intatto, opera eseguita tra il 1520 ed il 1529 da Giovanni Maria Mosca e portata a termine da Pietro Paolo Stella dopo la partenza del primo per la Polonia;
9. Miracolo del bambino che parla, opera firmata di Antonio Lombardo, completata nel 1505.

Sulla parte mediana della controfacciata compare l'iscrizione 
 in ricordo dell'anno in cui la cappella fu dedicata al Santo, anche se non del tutto completa.
La volta con lunette fu decorata tra il 1533 e il 1534 con stucchi dorati da Giovanni Maria Falconetto con la collaborazione dei figli Ottaviano e Provolo, di Tiziano Minio, di Silvio Cosini e di Danese Cattaneo. Nelle lunette sono presenti Gesù Cristo e i dodici apostoli, mentre al centro gli angeli reggono un nastro con la dicitura:
 le prime parole della bolla con cui il 30 maggio 1232 papa Gregorio IX elevò sant'Antonio agli onori degli altari.

## Navata centrale

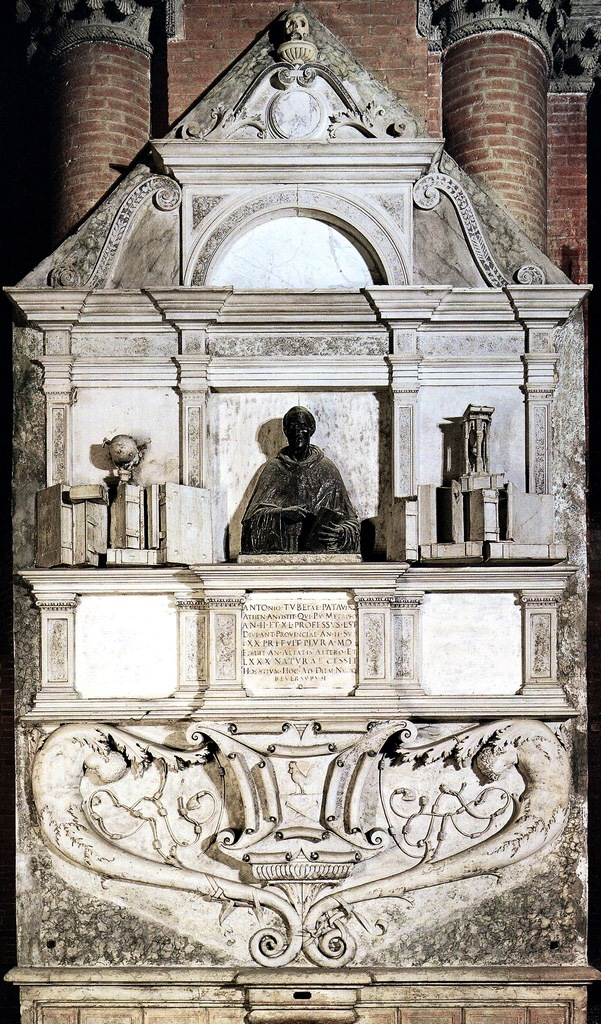
Vincenzo e Gian Gerolamo Grandi e Andrea Briosco detto il Riccio - Monumento Trombetta.

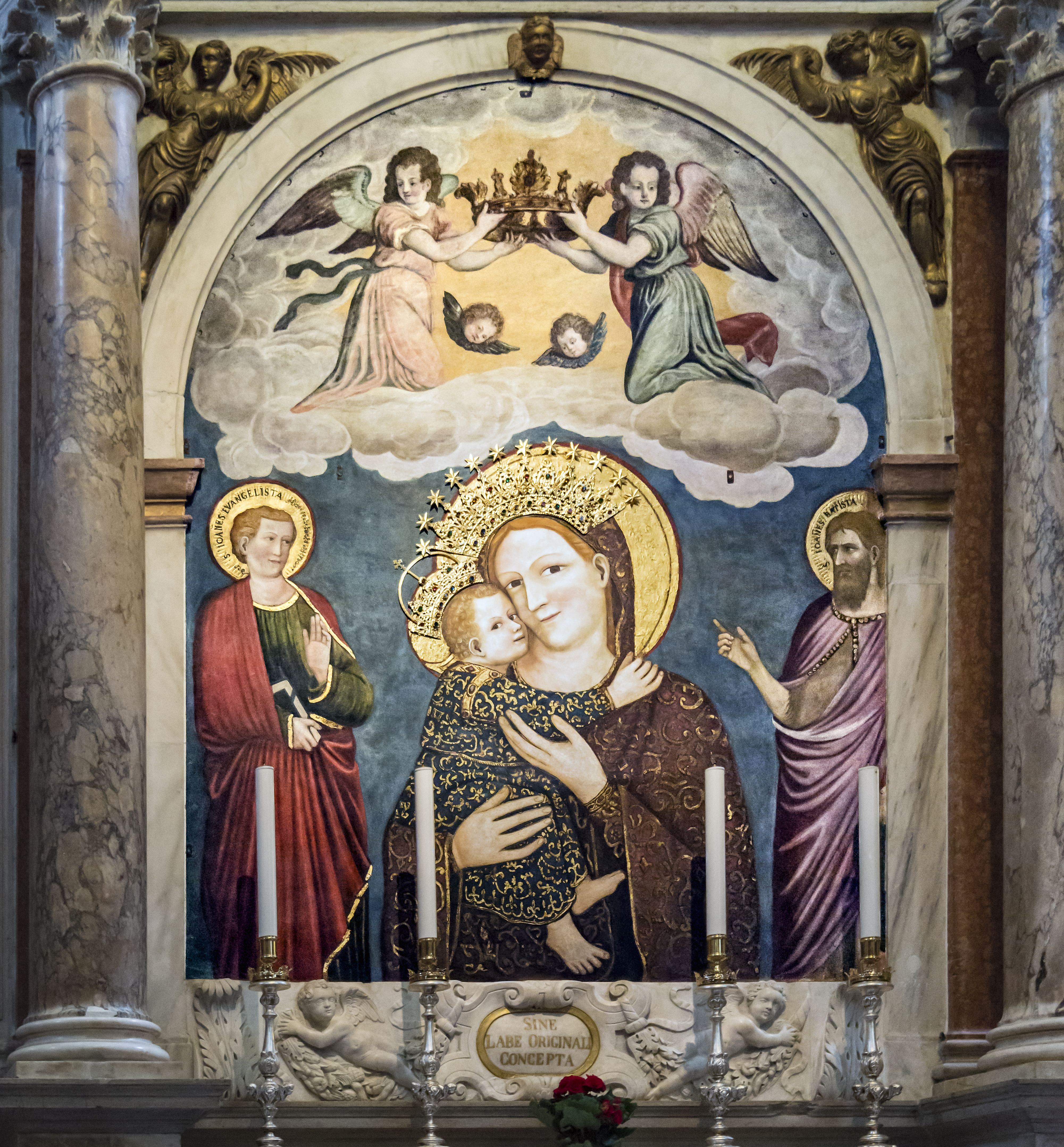
Stefano da Ferrara - Madonna del Pilastro.

Sulla controfacciata vi è un vasto affresco di Pietro Annigoni, che raffigura Sant'Antonio sul noce che predica il Vangelo, lavoro del 1985.

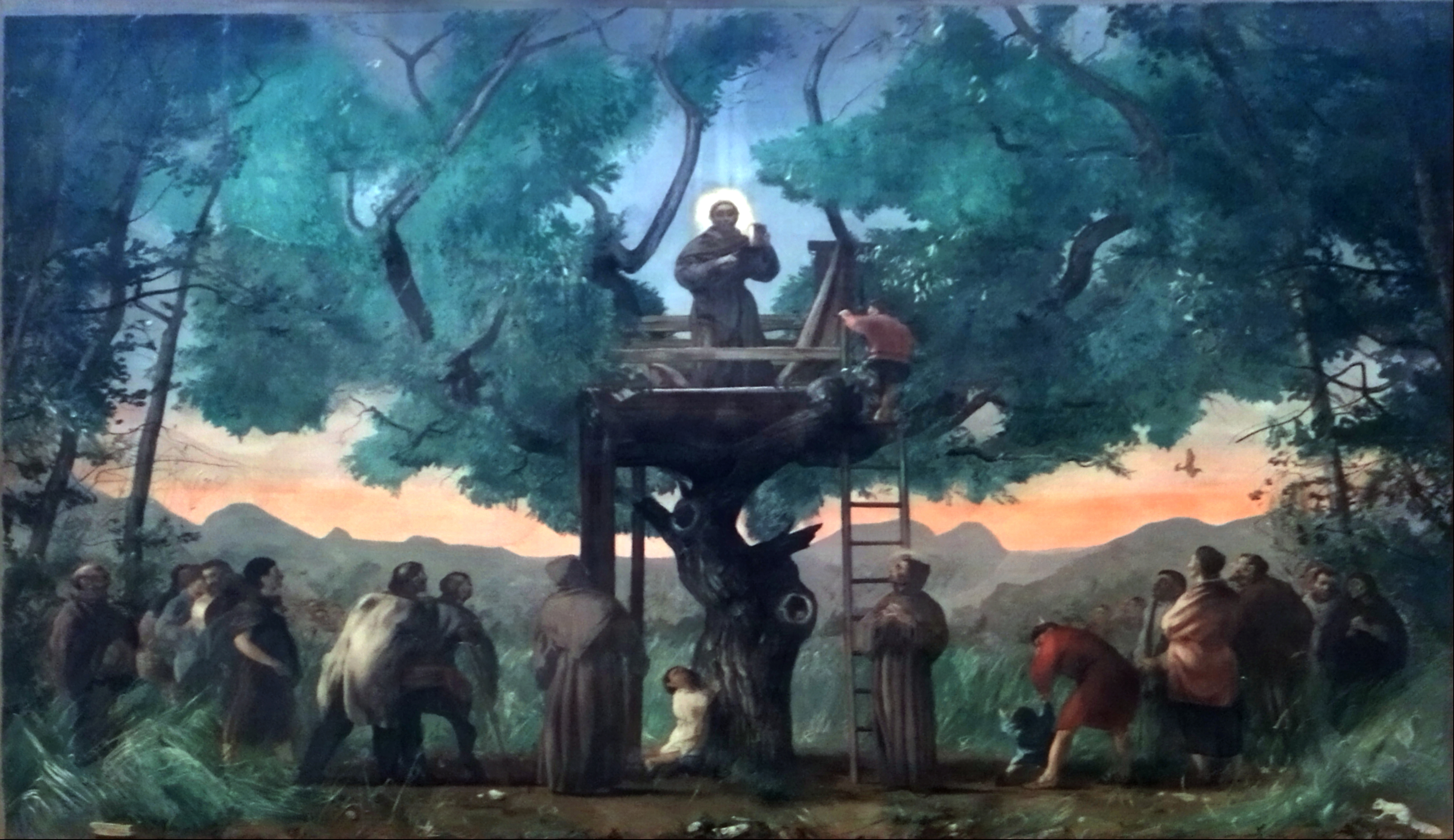
Pietro Annigoni - predica del vangelo

L'area della navata centrale copre uno spazio molto ampio, delimitato da una serie di pilastri a destra e sinistra, i quali sono ricoperti da numerosi monumenti funebri che risalgono soprattutto ai secoli XV-XVII. Questi rappresentano un interessante spaccato della vita civile e culturale della città e della Repubblica di Venezia in quei secoli.

### Madonna del pilastro
Sul primo pilastro a sinistra è posto l'altare della Madonna del pilastro, anticamente detta Madonna degli orbi, perché qui vi si radunavano i ciechi. Fatto costruire nel 1413 per volontà di Folcatino Buzzacarini, fu rinnovato nel 1472 ad opera di Giovanni Minello ed infine ristrutturato nelle forme attuali per commissione della famiglia Cumani, patrona dell'altare. La pala dell'altare è opera di Stefano da Ferrara e rappresenta la Madonna con Gesù bambino; al dipinto furono successivamente aggiunti San Giovanni evangelista e san Giovanni Battista, opera di un artista della cerchia di Altichiero da Zevio ed infine nel Cinquecento gli angioletti portacorona, lavoro di anonimo. L'altare è completato dal bassorilievo dell'Immacolata, lavoro di un artista della cerchia di Giovanni Bonazza.

### Monumento Trombetta
Posto di fronte all'altare della Madonna del pilastro, nel prospetto orientale del primo pilastro a sinistra, è posto il monumento funebre del padre Antonio Trombetta, professore di teologia e di filosofia presso l'Universita padovana, vescovo di Urbino e poi arcivescovo titolare di Atene. Il busto in bronzo è opera di Andrea Briosco del 1522, mentre la parte architettonica e le sculture sono lavori dei fratelli Vincenzo e Gian Gerolamo Grandi. Nei fianchi di questo pilastro vi sono due nicchie con affreschi che raffigurano San Ludovico d'Angiò e Santa Lucia, opera dello stesso anonimo che ha affrescato il Sant'Antonio che si trova nella nicchia corrispondente a destra della porta principale.
Su un pilastro vi è l'affresco che rappresenta la Madonna in trono con il bambin Gesù, opera del XIV secolo, attribuito a Guariento di Arpo.
Sono presenti due tele, che precedentemente erano pale di due altari ora demoliti; rappresentano l'Adorazione dei Magi, opera di Pier Paolo da Santacroce del 1591, e la Madonna con san Rocco e san Liberale di Giovan Battista Pellizzari, pittore del XVII secolo.

### Monumento Caimo

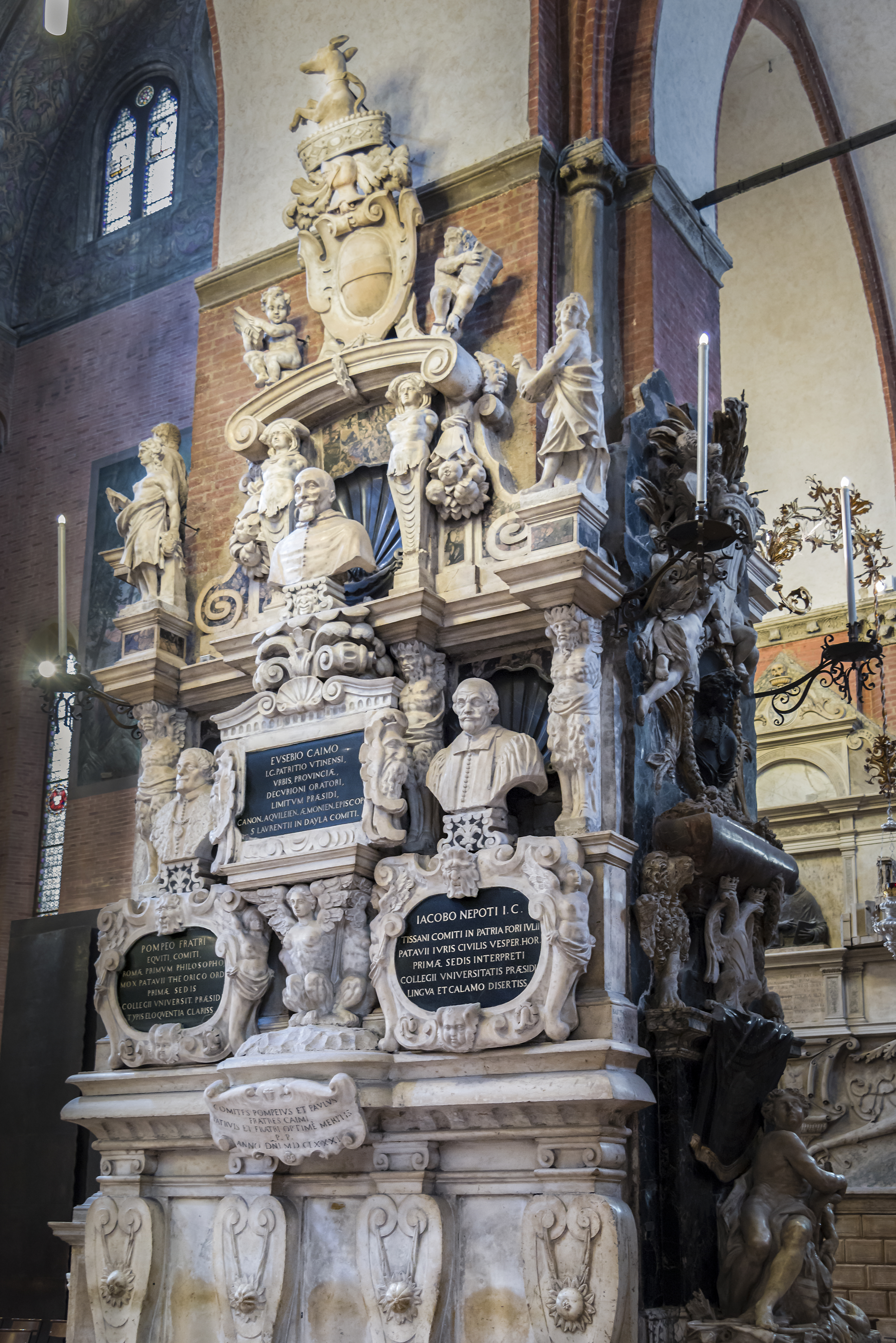
Bartolomeo Mugini - Monumento Caimo.

Il monumento di stile barocco fu eretto nel 1681 per celebrare tre membri della famiglia udinese Caimo; più precisamente:
- Eusebio, canonico di Aquileia e vescovo di Cittanova;
- Pompeo, fratello di Eusebio, medico, archiatra di papa Gregorio XV ed insegnante all'Università di Padova;
- Jacopo, nipote di Pompeo, giureconsulto ed insegnante all'Università di Padova.

Il monumento è opera di Bartolomeo Mugini da Lugano, come riportato in una piccola epigrafe a destra sopra la prima cornice.

### Monumento a Simone Ardeo

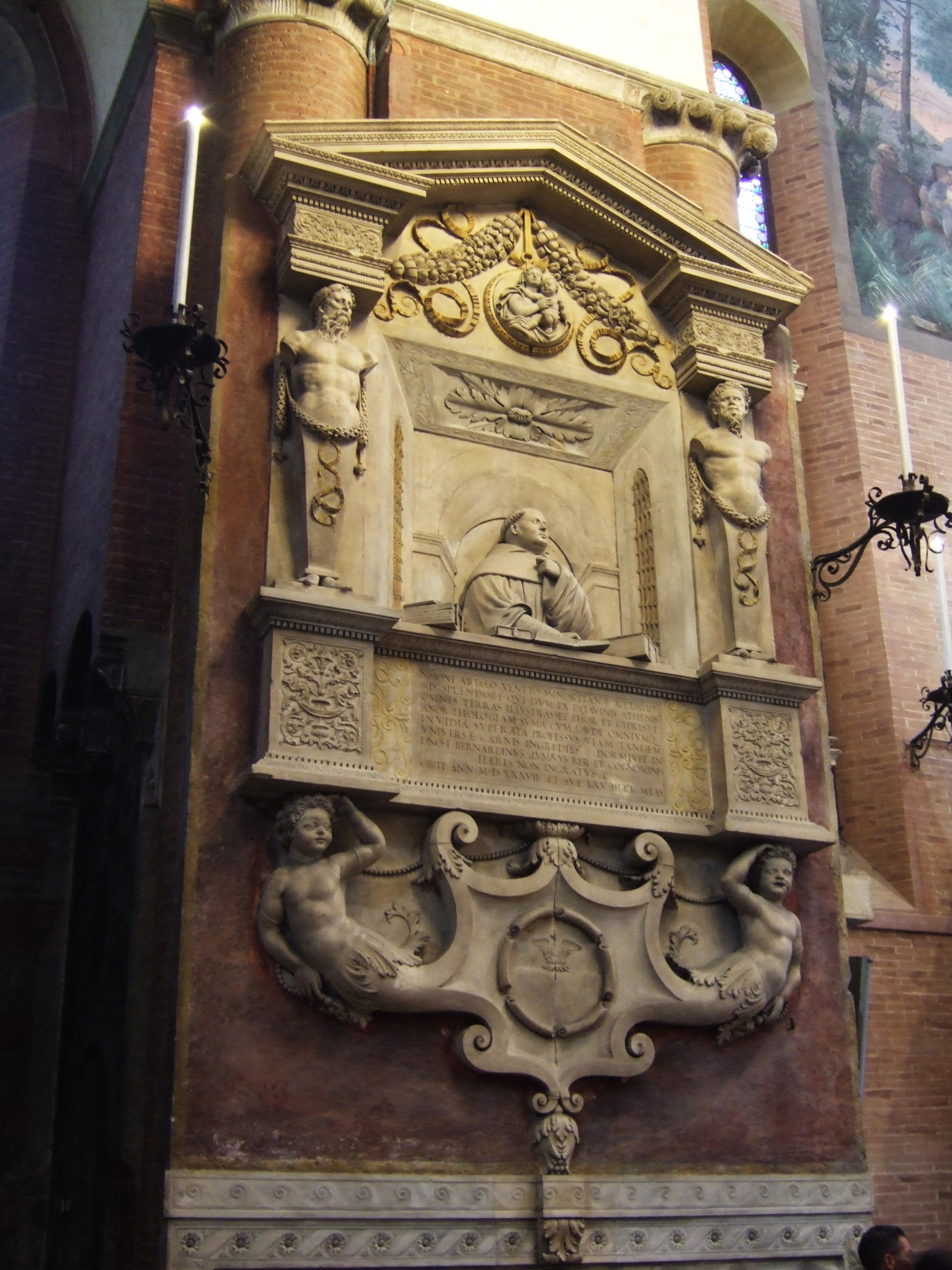
Monumento a Simone Ardeo.

Il monumento risale al 1537 ed è dedicato a Simone Ardeo, da Venezia, frate francescano che insegnò teologia scotistica all'Università di Padova dal 1517, anno della riattivazione l'Università dopo la lunga parentesi dovuta alla guerra della Lega di Cambrai, fino al 1537, anno della sua morte.
L'opera fu realizzata nel 1548 dai fratelli Gian Vincenzo e Gian Girolamo Grandi.
Il monumento è caratterizzato da due cariatidi che fanno da supporto a un frontespizio molto decorato, al centro del quale si vede il busto dell'Ardeo nell'atto di insegnare e circondato da numerosi e voluminosi libri. Sopra è presente un medaglione con la Vergine e il bambin Gesù.
Alla base del monumento si vede l'iscrizione, sorretta da due putti, con al centro uno scudo dove è scolpita la fenice.

### Martirio di sant'Agata

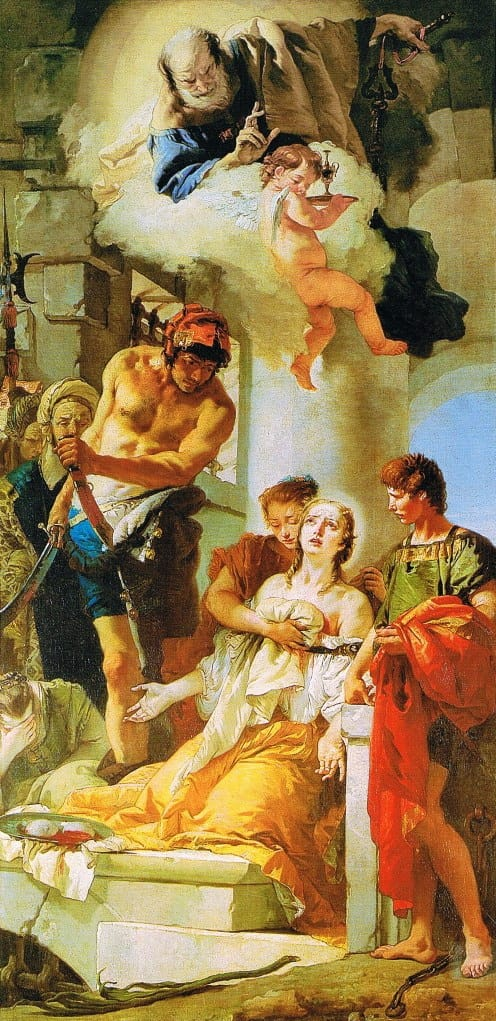
Giambattista Tiepolo - Il martirio di sant'Agata.

Sul prospetto est del terzo pilastro era appeso il dipinto Martirio di sant'Agata di Giambattista Tiepolo, eseguita nel 1736 per la cappella della santa (ora trasformata nella cappella di santa Rosa da Lima), qui trasportato dopo i lavori di trasformazione. La pala d'altare ora si trova nel Museo Antoniano.

## Navata sinistra

### Monumento a Stanislao Antonio Fryznekier
L'opera, di autore sconosciuto ma di buona qualità, fu commissionata dal padre e dal fratello del giovane polacco, morto nel 1687. Il monumento si ricollega al Mausoleo del doge Giovanni Pesaro presente nella Basilica di Santa Maria Gloriosa dei Frari di Venezia.

### Altare di san Massimiliano Kolbe

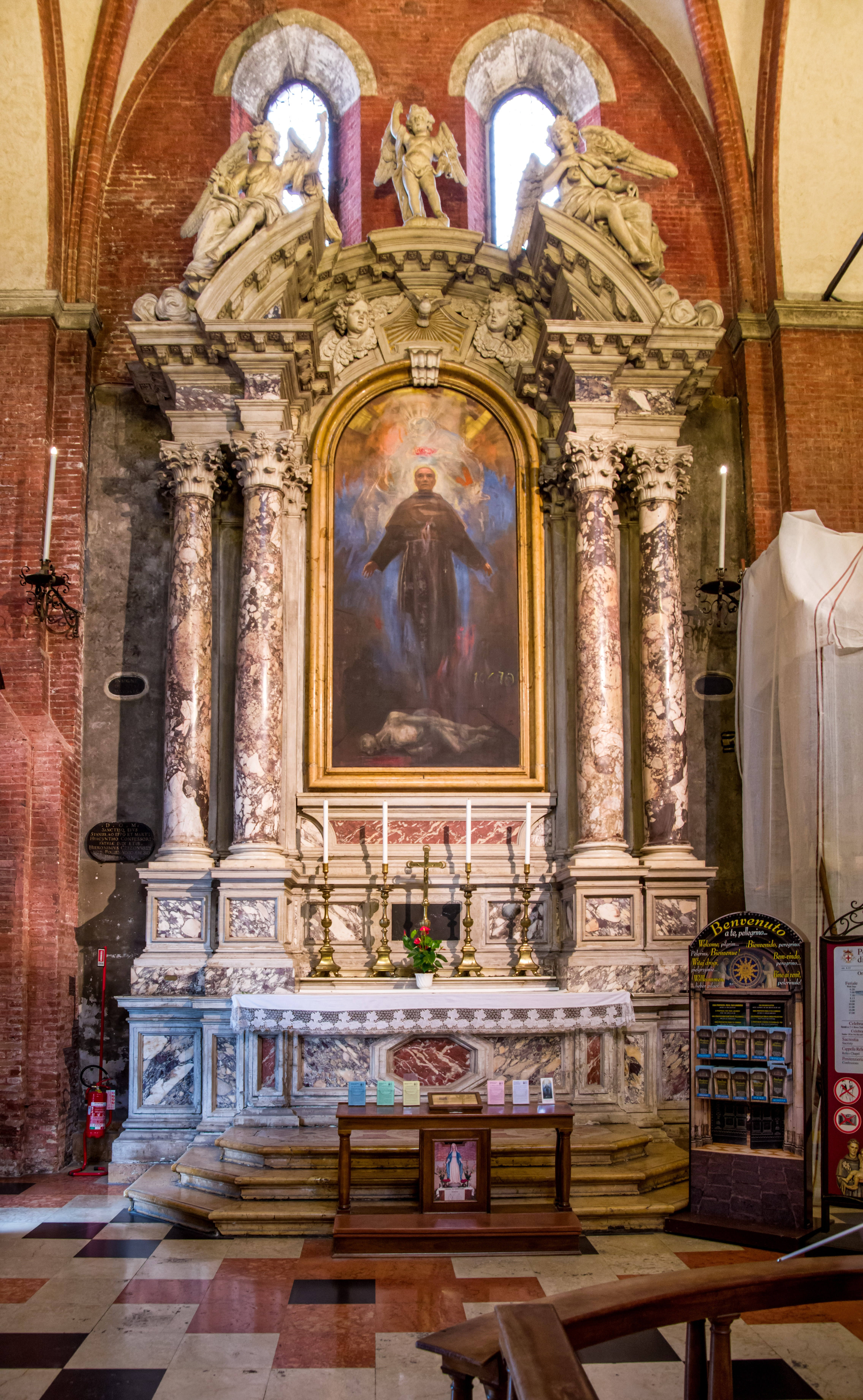
Altare di San Massimiliano Maria Kolbe.

L'altare, del XVII secolo, apparteneva alla distrutta chiesa di san Prosdocimo e fu qui trasportato nel 1809. In precedenza la cappella era dedicata a san Stanislao e vi era la pala d'altare che lo raffigurava, ora collocata sul 5° pilastro destro.
La pala attuale, di ampie dimensioni (3,67 m x 1,71 m) raffigura La morte e la salita in cielo di san Massimiliano Kolbe ed è un'opera del pittore Pietro Annigoni (1981). Nella parte inferiore della pala si vede il cadavere del santo, contratto e sfigurato dal martirio nel campo di concentramento di Auschwitz; al centro l'ascensione al cielo, mentre nella parte superiore la Madonna lo incorona nella gloria.

### Lapide di Cristoforo Sapieha
Posta a destra dell'altare di san Massimiliano Kolbe, il monumento vuole celebrare il guerriero polacco morto nel 1637, che fu coppiere del re di Polonia e combatté, come riportato nella lapide, sia contro i turchi di Osman II che contro i russi.

### Altare dell'Addolorata
L'altare fu realizzato su commissione di Benedetto Selvatico dall'architetto Giuseppe Sardi nel 1652.
È composto da quattro poderose colonne in marmo e sulla sommità vi sono numerosi angeli in movimento, attribuiti allo scalpello di Giovanni Battista Florio detto Rocchetto. La pala d'altare, Gesù in grembo a Maria Addolorata, è opera di Luca Ferrari (1652). Ai lati, sui plinti, statue di san Benedetto e di sant'Antonio col bambino Gesù, lavori del 1654 di Francesco Cavrioli.

### Monumento a Caterino Corner

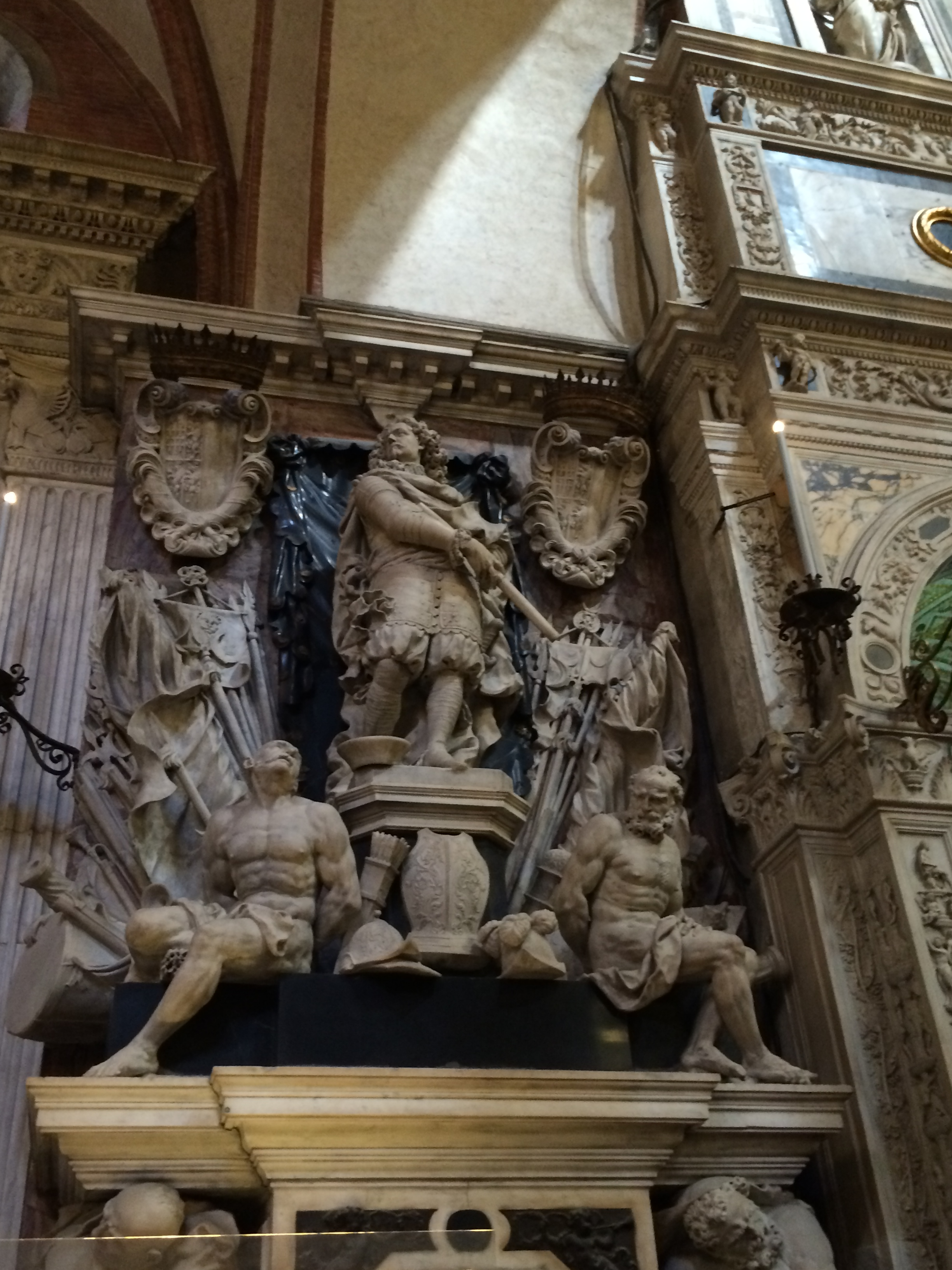
Monumento a Caterino Corner

Il monumento a Caterino Corner celebra l'eroico generale veneziano morto nel 1669 nella guerra di Candia contro i turchi. Si tratta di un'opera dello scultore belga Giusto Le Court, in pieno e sontuoso stile barocco: due giganteschi schiavi reggono sul dorso la base, su cui si vede il generale col bastone del comando in mano, che si trova tra le statue di due prigionieri incatenati ed ha alle sue spalle un nugolo di vessilli, mazze, corazze, armi da taglio e da fuoco. La targa con l'epigrafe è contornata da una ghirlanda e da quattro putti in bronzo.

### Mausoleo ad Antonio Roselli

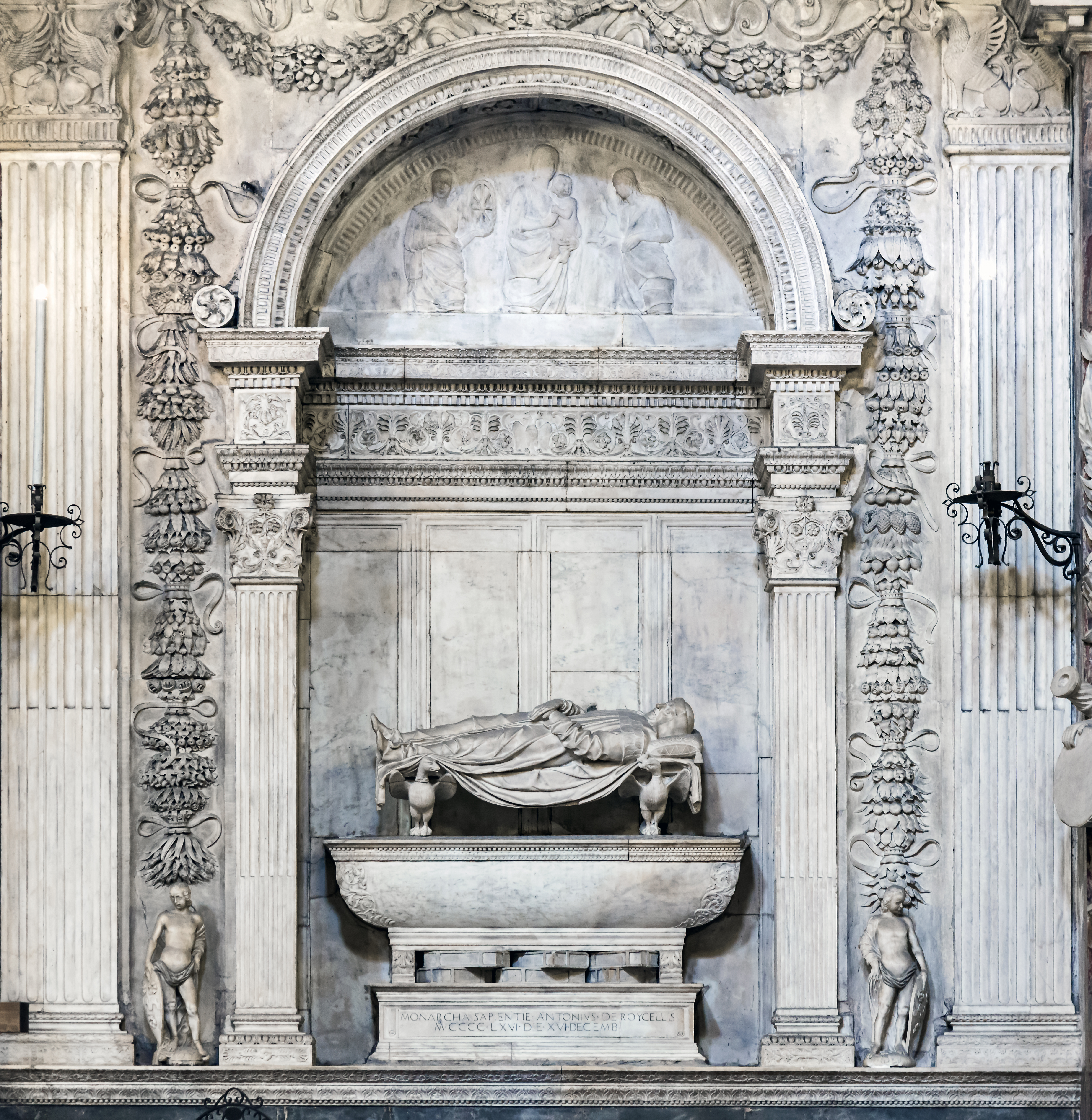
Mausoleo ad Antonio Roselli

La quarta campata è dominata dal mausoleo ad Antonio Roselli, insigne giurista dell'ateneo padovano, oltre che cavaliere e conte palatino. Il monumento è un capolavoro di Pietro Lombardo, che lo eseguì tra il 1464 ed il 1467, ispirandosi al monumento del Bruni nella basilica di Santa Croce a Firenze, opera di Bernardo Rossellino.
È presente un'epigrafe che recita:
(Epitaffio)
Sulla base a specchi marmorei cadenzata da piccole colonne poggiano due paraste scanalate che portano una ricca trabeazione. In questa solenne cornice, tra pesanti festoni, un arco trionfale protegge l'urna, sulla quale giace la statua del giurista, avvolto in una toga e portato da aquile. Ai lati montano la guardia due putti reggiscudo, posti su tartarughe. Nella lunetta vi è il bassorilievo con Madonna e Gesù bambino tra santa Caterina d'Alessandria e la Maddalena.

### Mausoleo di Alessandro Contarini
Il mausoleo si trova di fronte al monumento Bembo e fu costruito su commissione dei fratelli Pietro e Pandolfo per celebrare l'ammiraglio Alessandro Contarini, morto nel 1553. Il progetto architettonico fu coordinato da Michele Sanmicheli, coadiuvato da numerosi scultori, fra cui il più importante fu Alessandro Vittoria, che vi attese dal 1555 al 1558. Suoi sono i due telamoni posti a sinistra, la sovrastante Nereide e la Fama in cima alla piramide. Lo scultore Pietro Grazioli da Salò realizzò, invece, i due telamoni posti sulla destra e la Nereide sopra il fregio. I telamoni ai fianchi sono opere di Pietro Zoppo, padovano. Il busto in marmo dell'ammiraglio, inserito nella piramide a gradini, è opera di Danese Cattaneo. Altri scultori realizzarono le decorazioni collaterali: nella base vi è un rilievo con la rappresentazione di una flotta di velieri, mentre nel fregio vi sono trofei militari ed alcuni aggraziati putti che reggono festoni.

### Monumento di Costantino Dottori
Di fronte al mausoleo Contarini è posto il Monumento con busto in marmo di Costantino Dottori, padovano, caduto nel 1668 nella disperata difesa di Candia. L'autore dell'opera è sconosciuto.

### Monumento a Pietro Bembo

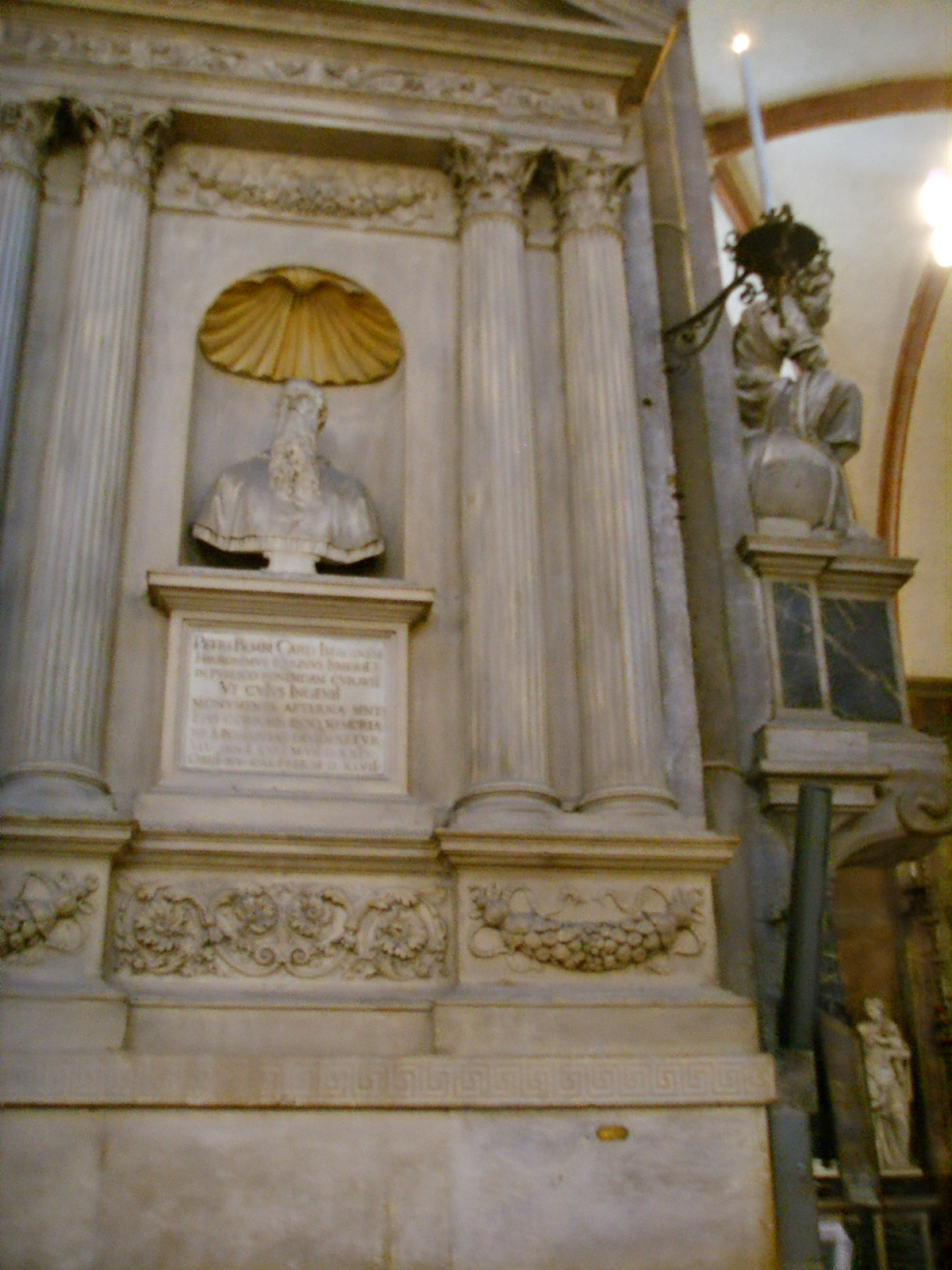
Il monumento a Pietro Bembo.

Il monumento al cardinale Pietro Bembo è posto sulla terza colonna di destra, partendo dall'entrata ed è un progetto del celeberrimo architetto Andrea Palladio. Il monumento è solo celebrativo, perché il cardinale morì nel 1547 a Roma e lì è sepolto. Il busto è uno dei migliori lavori di Danese Cattaneo.

## Navata destra

### Altare di san Carlo Borromeo e di san Giuseppe da Copertino
Sulla parete destra della navata si erge l'Altare di san Carlo Borromeo e di san Giuseppe da Copertino, lavoro dell'architetto Santo Barbieri e dello scultore Bartolomeo Mugini risalente al 1673; la pala d'altare è invece del 1758 ed è opera di Francesco Zannoni. Questo altare proviene dalla chiesa di sant'Agostino, ora distrutta, e fu trasportato qui nel 1833.

### Altare delle Anime
Accanto si trova l'Altare delle Anime, lavoro dell'architetto Mattia Carneri e degli scultori Matteo e Tommaso Garvo Allio; fu realizzato nel 1648, mentre le Statue della Religione e della Carità furono aggiunte tra il 1663 ed il 1664 e sono sempre opera dei fratelli Garvo Allio.

### Cappella del Santissimo
È così chiamata perché vi si conserva il Santissimo Sacramento. Fu edificata a partire dal 1457 dall'architetto Giovanni da Bolzano per conto di Giacoma Boccarini da Leonessa, vedova del Gattamelata, che vi depose le spoglie mortali del condottiero e del figlio Gianantonio. La cappella, in stile gotico, è a pianta quadrata, con quattro colonne agli angoli e la volta a spicchi con costoloni. Tutto il resto ha subito varie sistemazioni nel corso dei secoli.
La cappella era stata costruita per contenere le tombe del Gattamelata e della sua famiglia.
Infatti sulle pareti si vedono i sarcofaghi del condottiero Erasmo Gattamelata a sinistra, e del figlio Giannantonio, a destra, con le sculture pergette di Gregorio d'Allegretto del 1458. 
In origine la cappella era dedicata ai santi Francesco e Bernardino; le pareti erano decorate con affreschi di Pietro Calzetta, Matteo del Pozzo e Jacopo Parisati da Montagnana, che terminò i lavori nel 1473. Sopra l'altare vi era una pala di Jacopo Bellini, aiutato dai figli Giovanni e Gentile ma le opere andarono perdute nel Seicento. Le sculture furono affidate al padovano Gregorio di Allegretto, discepolo del Donatello.
Nel 1651 venne dedicata al Santissimo ed iniziarono imponenti lavori di trasformazione, sotto la direzione dell'architetto e pittore reggiano Lorenzo Bedogni: venne rimosso il precedente altare, venne dato lo scialbo alle pareti e venne aggiunta una piccola abside per contenere il nuovo altare, sormontato dal ciborio di Girolamo Campagna, che in precedenza si trovava sull'altare maggiore. La nuova sistemazione, però, non piacque ai contemporanei; nel corso del Settecento si studiarono numerosi progetti di riadeguamento, ma senza alcun risultato pratico: fu chiesto anche a Giambattista Tiepolo di eseguire nuovi affreschi, ma non se ne fece nulla a causa delle ristrettezze economiche.
Solo all'inizio del XX secolo si decise di porre mano alla cappella così da completarla, ma a causa di lunghe traversie, contrasti e numerose esitazioni, il progetto definitivo di Lodovico Pogliaghi fu approvato solo nel 1921 e la sua realizzazione iniziò nel 1927 per terminare nel 1936
Sono presenti quattordici statue in bronzo addossate allo zoccolo che corre attorno alla cappella; rappresentano personaggi che hanno preannunciato l'istituzione dell'eucaristia. Sono tutte lavori del Pogliaghi e rappresentano, partendo da sinistra:
- Aggeo;
- Daniele;
- Luca;
- Giovanni;
- Geremia, che è anche l'autoritratto del Pogliaghi;
- Giona;
- Davide.

Oltre l'altare
- Salomone;
- Malachia;
- Ezechiele;
- Marco;
- Matteo;
- Isaia;
- Zaccaria.

### Cappella del Sacro Cuore
La cappella fu fatta costruire a partire dal 1624 dal patrizio padovano Camillo Santuliana per seppellire i defunti della famiglia. In precedenza qui si trovava la sagrestia della cappella di san Giacomo, affrescata da Altichiero da Zevio, di cui non resta traccia.
L'attuale sistemazione fu realizzata da Napoleone Martinuzzi, che ampliò l'ambiente creando una piccola abside, arricchì le pareti rivestendole di marmo, e pose nella parete destra un grande rilievo dorato raffigurante Marcantonio Santuliana alla battaglia di Lepanto (1958).
L'altare seicentesco è stato privato della pala di Pietro Damini che l'ornava; ora è presente una tavola di Pino Casarini con Gesù che mostra il costato ferito.

### Cappella di San Giacomo o San Felice
Si trova lungo la navata laterale destra, dirimpetto alla cappella di Sant'Antonio. Commissionata da Bonifacio Lupi, marchese di Soragna (Parma), che rivestiva importanti incarichi diplomatici e militari presso i Carraresi di Padova.

Altichiero da Zevio - Particolare

Altichiero da Zevio - Particolare

La cappella, con un'elegante e ariosa ambientazione di gusto tipicamente gotico, fu realizzata a partire dal 1372 da uno dei maggiori architetti e scultori veneziani del tempo: Andriolo de Santi.
La cappella si apre in basso con cinque arcate trilobate. Le tre pareti interne della cappella sono completamente affrescate e ricoperte di marmi; la parete meridionale, quella di maggiore dimensione, è dominata dal Crocifisso, capolavoro di Altichiero da Zevio, che lo realizzò negli anni settanta del Trecento non appena pronta la cappella.
Le otto lunette della cappella e le restanti due pareti raffigurano alcuni episodi della storia di san Giacomo, desunti dalla Legenda sanctorum o aurea di Jacopo da Varazze. L'autore degli affreschi è ancora Altichiero da Zevio, ma con la collaborazione del bolognese Jacopo Avanzi.
Nella cantoria sopra la cappella è visibile il canneggio del grande organo di tre tastiere costruito nel 1929 dalla ditta Mascioni.

## La Cappella della Madonna Mora
È ciò che rimane dell'antica chiesetta di Santa Maria Mater Domini (fine XII secolo-inizio XIII) inglobata nell'attuale Basilica. In questo luogo sant'Antonio amava pregare la Vergine e chiese di essere portato, quando sentì che la morte si approssimava.
Secondo il suo desiderio, vi fu sepolto subito dopo la morte (1231) e le sue spoglie vi rimasero fino al 1263, quando vennero traslate al centro della basilica, sotto la cupola. Da quel momento fu trasformata in una cappella della basilica e ne ebbero il patronato prima la famiglia Rogati-Negri e poi gli Obizzi.
L'altare consta di un baldacchino in perfetto stile gotico con cuspidi, retto da quattro agili colonnine e ornato da sculture:
- Angelo annunciante e Madonna sui pinnacoli anteriori;
- Padre eterno sulla punta della ghimberga;
- Cristo morto in bassorilievo nel timpano;
- Angeli con gli strumenti della passione nei pulvini;
- San Giovanni Battista e la Maddalena sui pinnacoli posteriori.

Le sculture sono attribuite a Rinaldino di Puydarrieux ed alla sua bottega, come a lui appartiene la statua della Madonna con Gesù bambino, in pietra policroma. Come si legge nell'iscrizione sul plinto, la statua fu realizzata nel 1396 a cura della Confraternita di sant'Antonio.
Sullo sfondo è presente un ampio affresco con Dio Padre benedicente, Angeli coronanti e i profeti Isaia e Davide, recentemente riconosciuto come opera di Giotto,  databile ai primissimi anni del Trecento.
Sulla parete destra compaiono un affresco con Immagine di un santo vescovo, di autore ignoto del XIV secolo, un altro con Madonna in trono con Gesù bambino e quattro santi, anch'esso di autore ignoto del XIV secolo e da ultimo un affresco votivo con San Prosdocimo, Sant'Antonio, l'Arcangelo Michele e San Ludovico d'Angiò e lo sconosciuto committente, opera della cerchia di Altichiero.
Sull'arcone che immette alla basilica compaiono alcuni bassorilievi con l'aquila, emblema familiare dei Rogati-Negri. Sempre sull'arcata si vede un Sant'Antonio risalente al tardo XIII secolo. Tutti gli affreschi sono molto sciupati, causa l'età, le traversie e l'incuria umana.
Sempre sulla parete destra vi è il Mausoleo di Raffaele Fulgosi, morto nel 1427, docente di diritto all'Università e rappresentante di Venezia al concilio di Costanza. Gli artefici dell'opera, completata verso il 1430, furono Pietro Lamberti, Giovanni Nanni e Onofrio di Marco. L'opera ha trovato ispirazione dal monumento eretto poco anni prima all'antipapa Giovanni XXIII da Donatello e Michelozzo e che si trova nel Battistero di Firenze. Il mausoleo ha due punti prospettici diversi: l'immagine del dotto giurista è riprodotta due volte, in mezzo a volumi di diritto e statuine che raffigurano le virtù civiche. Le due facce del sarcofago presentano da un lato dei putti che reggono un'iscrizione, dall'altro Cristo morto tra la Madonna e san Giovanni. Nel basamento vi sono rilievi con la Giustizia, la Prudenza e la Carità; nella faccia prospiciente la basilica si vedono la Fortezza, la Fede e la Speranza.
Sul margine della parete vi sono inoltre tre affreschi mutili: la Madonna in trono, di un pittore che segue la maniera di Gentile da Fabriano; un Medaglione con profilo di imperatore romano, di seguace del Mantegna e in basso Quattro santi che, secondo Pietro Toesca sarebbero della scuola di Tommaso da Modena.
La parete sinistra è dominata dal Sarcofago in marmo rosso della famiglia Rogati-Negri, risalente al tardo XIII secolo. Il mausoleo, anepigrafico, è posto sopra un avello più antico, che è praticamente nascosto. Sul fronte è scolpito Cristo in trono sostenuto da due angeli e sul coperchio un Gentiluomo a cavallo tra aquile araldiche della famiglia Rogati-Negri. Negli acroteri, sempre in bassorilievo, i Santi Prosdocimo, Matteo, Marco, Giovanni e Giustina. L'autore è ignoto.
Dipinti su questa parete si possono ammirare il San Francesco con santa Caterina d'Alessandria ed accanto il committente, lavoro di scuola bolognese del XIV secolo; Gesù si accomiata dalla Madre, opera molto sciupata attribuita a lungo erroneamente a Giusto de' Menabuoi, con lunga iscrizione in volgare, che però risulta illeggibile ed è stata restaurata nel 2017. Oltre l'arco il San Ludovico d'Angiò di ignoto pittore del Trecento. Da ultimo, a sinistra dell'altare, una Santa martire, attribuita a Giusto de' Menabuoi.
Sul pavimento, al centro, tomba dei marchesi Obizzi, che si estinsero nel 1803. L'iscrizione è dedicata a Ferdinando, feldmaresciallo imperiale. Nella tomba riposa anche Lucrezia Dondi dall'Orologio Obizzi, assassinata nella notte tra il 15 e il 16 novembre 1654 nella sua casa di Padova e nota come il "fantasma del castello del Catajo".

### Cappella del beato Luca Belludi

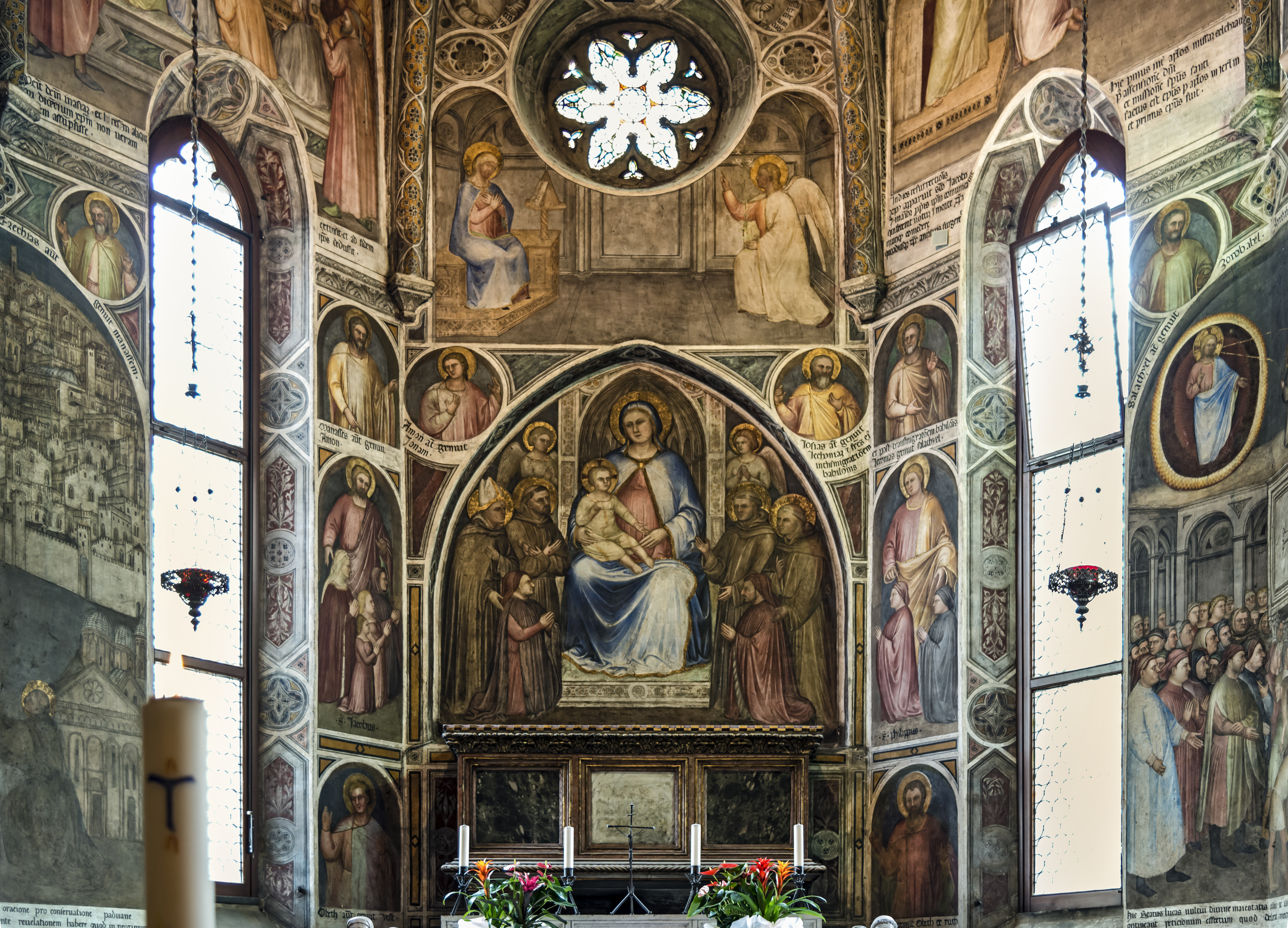
Cappella del beato Luca Belludi - Affreschi dell'abside di Giusto de' Menabuoi.

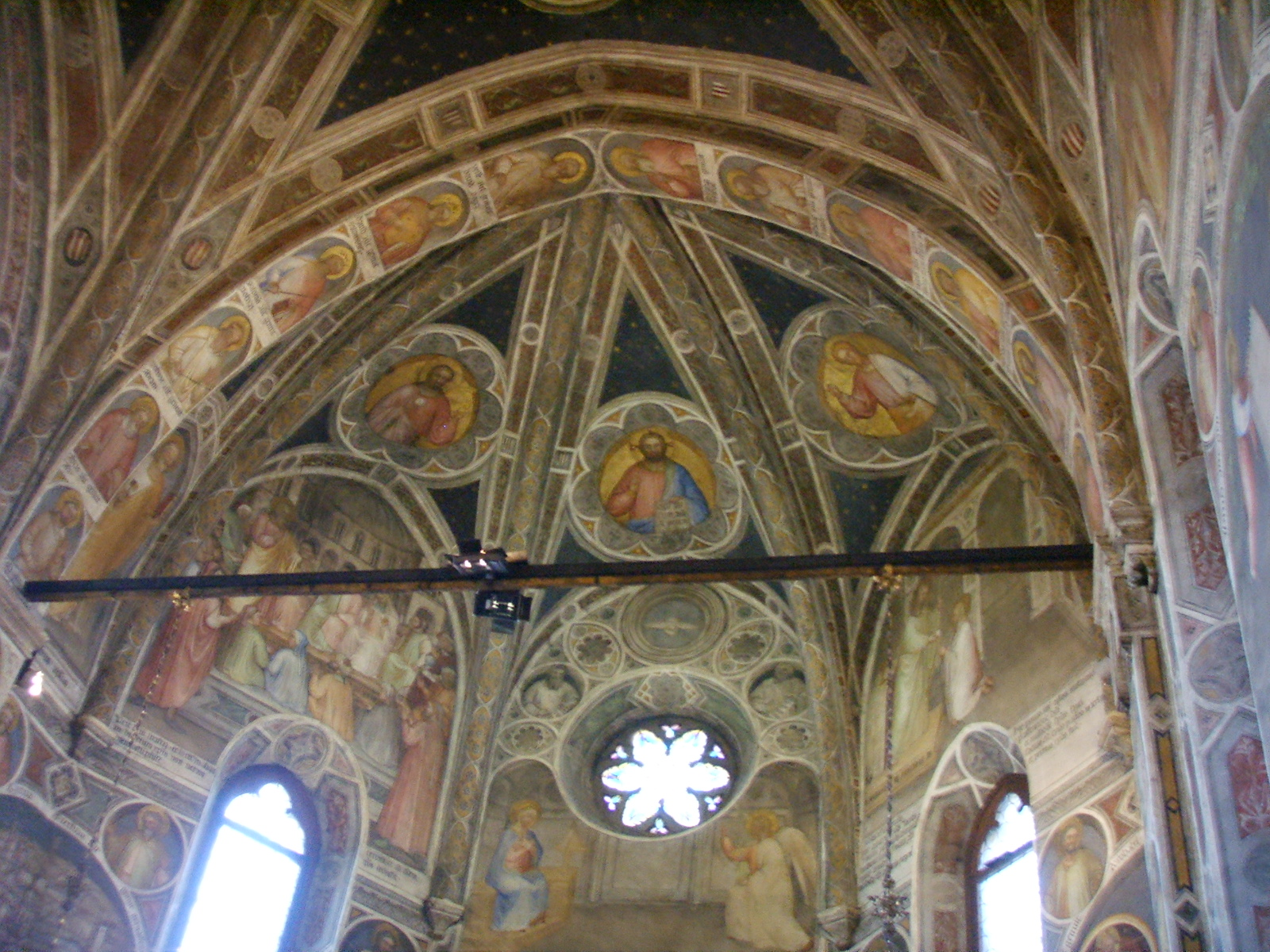
Cappella del beato Luca Belludi - Vele con Cristo, san Giacomo minore e San Filippo, lavori di Giusto de' Menabuoi.

La cappella è, a dire il vero, dedicata agli apostoli Filippo e Giacomo il Minore, ma ha preso il nome con cui è nota ora perché vi sono conservate le spoglie mortali del beato Luca Belludi, che fu compagno del Santo nell'ultimo scorcio della sua vita, tra il 1230 ed il 1231.
La cappella è composta da un'unica navata con volta a crociera e da una piccola abside semiottagonale coperta da una volta a padiglione. Fu eretta nel 1382 per conto dei fratelli Naimerio e Manfredino Conti, patrizi padovani.
L'altare è composto da un'arca su colonne, accessibile per mezzo di una piccola scalinata balaustrata di cinque gradini. L'arca è un lavoro del XIII secolo e contiene al suo interno le spoglie del beato Luca Belludi. Secondo la tradizione, tra il 1231 ed il 1263, nella stessa arca erano state conservate le spoglie del Santo, anche se non vi sono documenti coevi per affermarlo con certezza.
La cappella è completamente decorata con ben 68 affreschi, lavori di Giusto de' Menabuoi e di collaboratori, che furono eseguiti verso il 1382.
Al centro dell'abside l'affresco con la Vergine in trono con Gesù bambino tra san Francesco e san Ludovico d'Angio, che presentano Naimerio, e tra sant'Antonio ed il beato Luca, che presentano Manfredino. In due comparti contigui compaiono, a destra della Madonna, San Giacomo presenta Margherita Capodivacca consorte di Naimerio accompagnata dai figli, mentre a sinistra San Filippo con Prosdocimo e Artusio, figli di Manfredino. Appena sopra, sotto il piccolo rosone della cappella, vi è la Annunciazione, mentre nelle vele, entro dei tondi, sono presenti Cristo con libro aperto, san Giacomo minore con calice ed ostia e san Filippo con turibolo e navicella.
Ai fianchi dell'altare si possono ammirare due affreschi legati alla vita del beato Luca: a sinistra vi è Sant'Antonio appare a Luca in preghiera e gli preannuncia la liberazione di Padova, mentre a destra Folla di devoti e sofferenti intorno alla tomba del beato, che da cielo intercede per loro. Il primo affresco è molto interessante perché c'è un'immagine della città di Padova come appariva verso la fine del XIV secolo.
Negli altri scomparti della cappella sono dipinti, seguendo la Legenda Aurea, alcuni episodi della vita degli apostoli Filippo e Giacomo. Nella lunetta sopra la finestra, a sinistra dell'abside si vede San Filippo disputa con gli eretici; in alto San Filippo nel tempio di Marte uccide il drago e risuscita i morti; in basso Crocifissione di san Filippo.

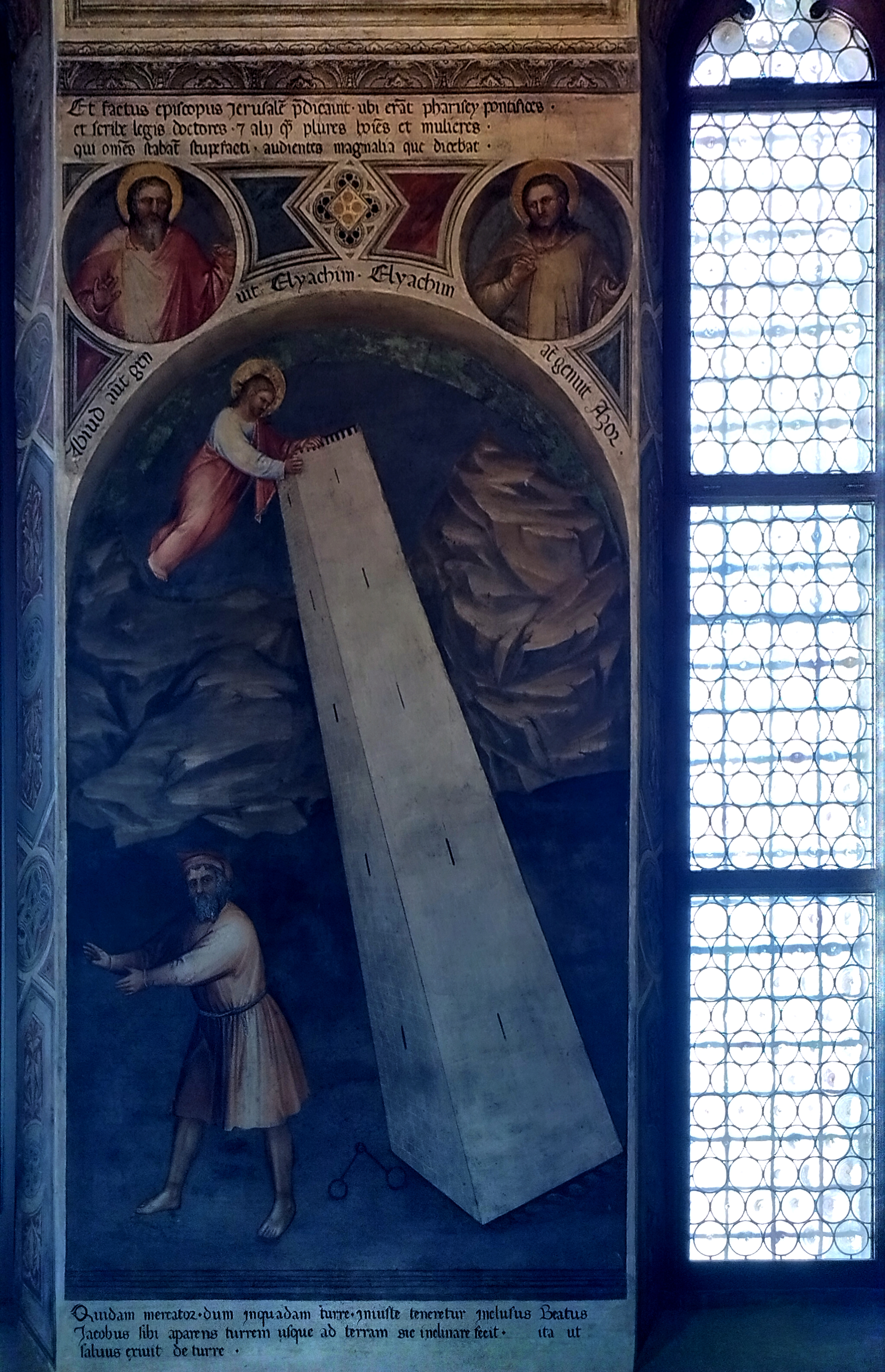
Giusto de Menabuoi - particolare

Invece nella lunetta a destra abbiamo San Giacomo riceve la comunione da Cristo risorto; nella lunetta della parete San Giacomo predica al popolo di Gerusalemme; più sotto San Giacomo libera un mercante ingiustamente imprigionato e soccorre un pellegrino che aveva smarrito la via, mentre nella lunetta sopra l'arco di entrata vi è il Martirio di san Giacomo.

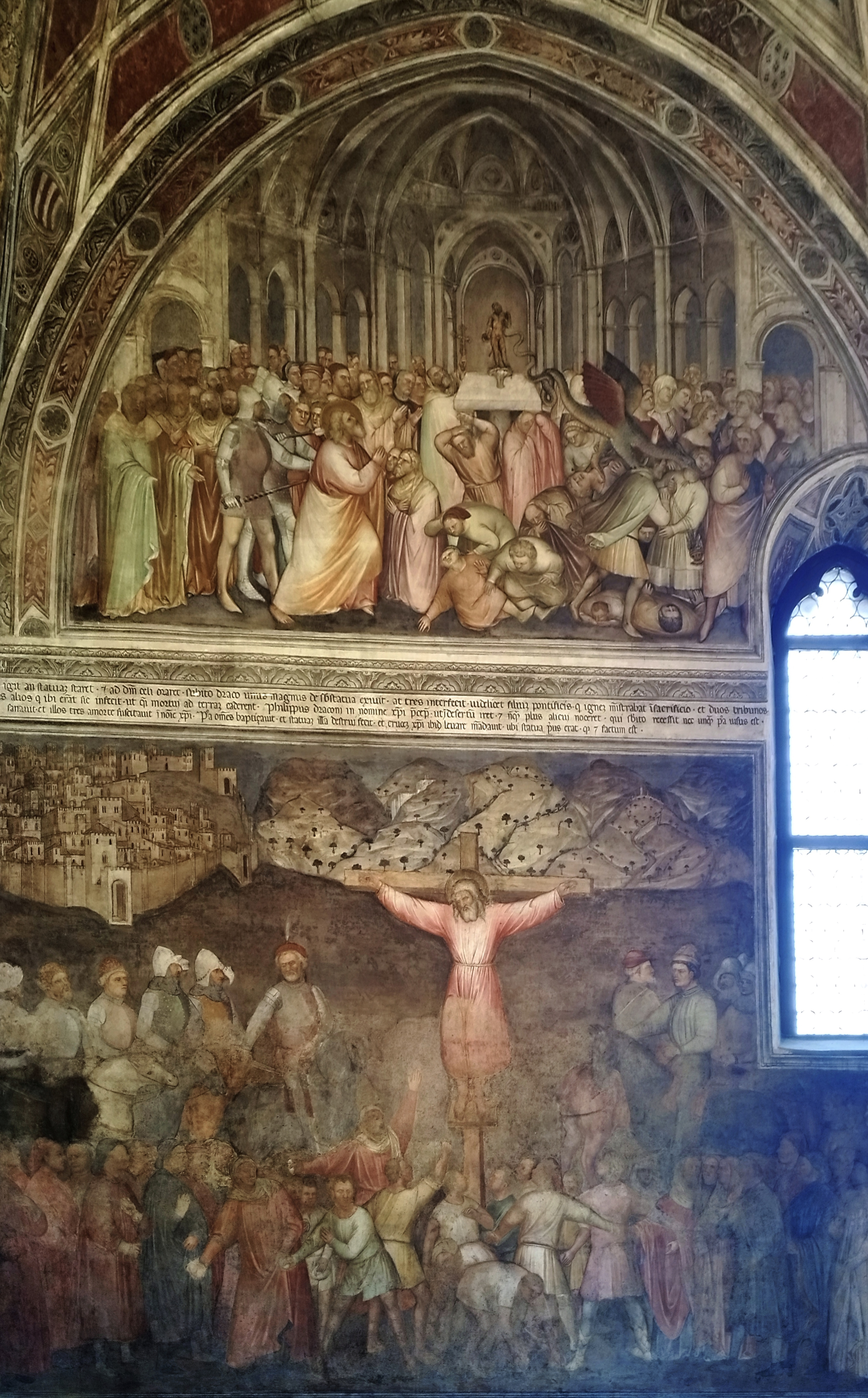
Giusto de Menabuoi - particolare

Più sotto, ai lati dell'entrata vi sono i Santi Giovanni Battista e Giovanni Evangelista, il primo rappresentato con aspetto giovanile, mentre il secondo come un vegliardo.
Nelle vele sono raffigurati i Quattro evangelisti, mentre negli archinvolti e in tutte le altre superfici non ancora affrescate il maestro ha inserito le immagini dei Progenitori di Cristo, come riportato nel Vangelo secondo Matteo. Ogni personaggio tiene un cartiglio dove viene indicato sia il nome che la paternità.

## Cappelle radiali

### Cappella di san Giuseppe
In origine era dedicata a san Giovanni evangelista, la cappella è stata totalmente ristrutturata verso la fine del XIX secolo.
La statua posta sull'altare è lavoro di Leonardo Liso del 1895, mentre alle pareti sono presenti affreschi di Antonio Ermolao Paoletti e raffigurano, a sinistra, Morte di san Giuseppe e sopra San Gioacchino, mentre a destra Fuga in Egitto e sopra Santa Anna.
Sono presenti alcune lapidi relative a membri della famiglia Orsato, che fu la patrona della cappella.
Le cancellate in ferro battuto che chiudono questa e tutte le altre cappelle successive (ad esclusione di quella centrale del Tesoro) furono realizzate nel 1925 da Alberto Calligaris, rinomato artista del ferro battuto.

### Cappella di san Francesco

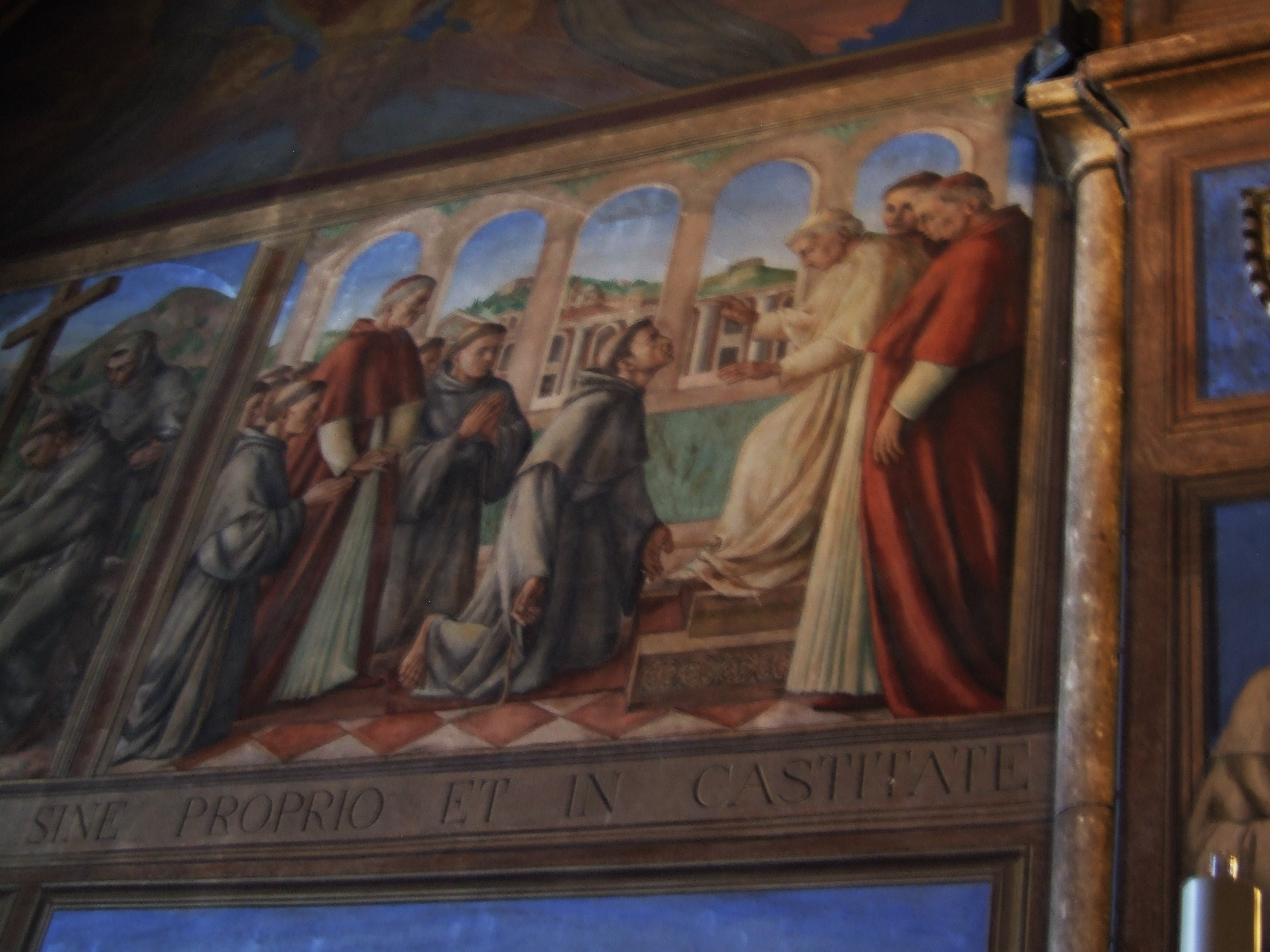
Cappella di san Francesco - Ubaldo Oppi - Papa Onorio III approva la regola del nuovo ordine.

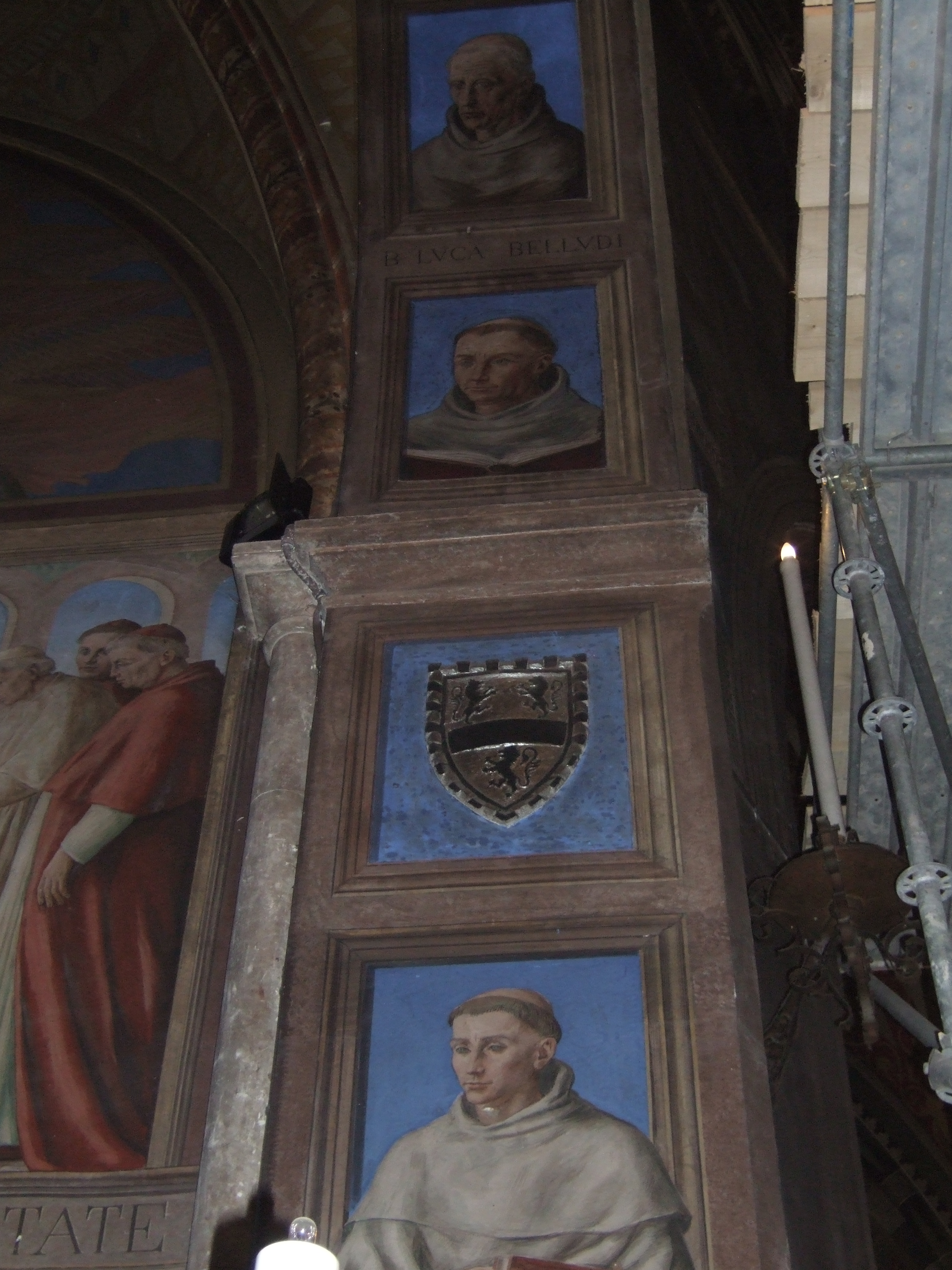
Cappella di san Francesco - Ubaldo Oppi - Affreschi dell'arco d'ingresso.

In origine la cappella era dedicata a santa Chiara; venne dedicata a san Francesco nel 1926, in occasione del settimo centenario francescano. Tra il 1642 ed il 1646 Lorenzo Bedogni aveva dipinto la pala d'altare ed aveva affrescato le pareti e la volta. Sia la pala, sia gli affreschi sono scomparsi; era presente anche una tela di Antonio Balestra, conservata ora al Museo Antoniano.
Gli affreschi furono totalmente rifatti nel corso del XX secolo: la volta e le lunette nel 1928 per mano di Adolfo De Carolis, mentre le pareti e l'arco d'ingresso nel 1932 da Ubaldo Oppi. Sull'altare vi è una statua in bronzo di san Francesco, opera di Aurelio Mistruzzi, realizzata nel 1928.
Nelle vele sono raffigurati:
- Obbedienza;
- Castità;
- Povertà;
- Crocifisso in veste di Serafino.

Nelle lunette vi sono:
- San Francesco in preghiera davanti al Crocifisso;
- San Francesco riceve le stimmate;
- Cristo in trono tra sant'Antonio e san Bonaventura.

Lungo le pareti sono dipinte storie francescane, suddivise in registri superiore ed inferiore; in quello superiore, partendo da sinistra si può vedere:
- San Francesco sposa la Povertà;
- Istituzione del presepe di Greccio;
- Predica agli uccelli;
- San Francesco ed il lupo;
- Fondazione dei frati minori;
- Papa Onorio III approva la regola del nuovo ordine.

In quello inferiore sono presenti:
- Capitolo delle stuoie;
- San Francesco appare a sant'Antonio nel capitolo di Arles;
- Sant'Antonio viene incaricato di insegnare teologia;
- San Francesco fonda il convento dell'Arcella a Padova;
- Istituzione dell'ordine delle Clarisse;
- San Francesco crea il movimento del Terz'Ordine.

Sull'arcone d'ingresso sono stati rappresentati alcuni santi e beati dell'Ordine francescano. Sui piedritti su vedono il frate Alessandro di Hales ed il beato Duns Scoto, mentre nell'intradosso sono presenti i beati Giacomo Ongarello, Bartolomeo da Pisa, Odorico da Pordenone, Luca e Monaldo da Capodistria.
Sulla parete destra è presente il Monumento funebre a Cassandra Mussato, fatto erigere dal marito Pietro Gabrieli nel 1506. L'opera è attribuita ad Andrea Briosco detto il Riccio.

### Cappella di san Stanislao
La cappella era dedicata in precedenza a san Bartolomeo e nel XVIII secolo vi era una tela di Giovanni Battista Pittoni. Come le altre cappelle radiali, fu totalmente riaffrescata alla fine del XIX secolo; il compito fu affidato al pittore polacco Taddeo Popiel, che intraprese il lavoro nel 1899. Partendo da sinistra si ammirano:
- San Stanislao resuscita un morto;
- San Stanislao trucidato e fatto a pezzi;
- Il corpo di san Stanislao vigilato e protetto dagli sparvieri.

Nelle lunette compaiono la Madonna di Ostrabrama e la Madonna di Czestochowa, mentre sopra le finestre vi sono Angeli osannanti. A completamento delle decorazioni vi sono raffigurazioni di Santi e sante della nazione polacca.
L'altare della cappella è opera di Camillo Boito. Sulla parete di sinistra compare il Busto in bronzo di re Giovanni III Sobieski opera risalente al 1905 dello scultore polacco Antonio Madeyski., mentre a destra vi è il Busto in bronzo di Erasmo Kretkowski, diplomatico e viaggiatore polacco, morto nel 1558. L'opera si deve allo scultore Francesco Segala, mentre l'iscrizione è dello scrittore polacco Giovanni Kochanowski. Vi sono anche altre lapidi, tra cui merita una menzione quella della principessa Carolina Jablonowska, morta nel 1840, con bassorilievo neoclassico di Luigi Ferrari.

### Cappella di san Leopoldo
In precedenza era dedicata a san Giovanni Battista e qui si trovava il dipinto di Giovanni Battista Piazzetta, ora esposto nel salone della Veneranda Arca.
L'altare ligneo è un lavoro di Ferdinand Stuflesser, proveniente dalla Val Gardena, mentre gli affreschi sono del bavarese Gherardo Fugel (1905). A destra compaiono:
- Santa Elisabetta d'Ungheria;
- San Girolamo e san Giovanni Kanty;

a sinistra
- San Leopoldo
- San Adalberto e san Giovanni Nepomuceno.

Nelle lunette vi sono la Immacolata e San Giuseppe, mentre sopra la finestra della cappella compare l'Annunciazione, con ai lati i Santi Cirillo e Metodio, apostoli degli slavi.
Nella cappella vi sono anche alcuni sepolcri risalenti al Trecento, tra cui il Sarcofago dei fratelli Aicardino e Alvarotto degli Alvarotti, il primo deceduto nel 1382 ed il secondo nel 1389, entrambi celebri giureconsulti dello studio padovano. La struttura è caratterizzata da sei colonnine tortili ad arcatelle; al centro compare l'Agnello mistico, mentre ai lati vi sono due agnelli e due croci. Probabilmente è stato riutilizzato un precedente sepolcro dell'XI secolo.
Sulla vetrata, in alto, si possono vedere gli stemmi di Austria e Ungheria.
Di fronte è presente il semplice Avello di Biancofiore da Casale, moglie di Paganino Sala, della seconda metà del Trecento.

### Cappella delle benedizioni
La cappella era dedicata in precedenza a santa Caterina di Alessandria, come si deduce guardando la parete di fondo dove si trovano quattro Episodi della vita di santa Caterina di Alessandria e santa Angela Merici; è presente, inoltre, un'Annunciazione; sono tutte opere di Giuseppe Cherubini, pittore del XX secolo.
A destra compare l'Arca funeraria della famiglia Zabarella, risalente al XIV secolo. La famiglia era la patrona della cappella.
Sulla parete di sinistra è presente la Predica di sant'Antonio ai pesci (1981) e su quella di destra Incontro di sant'Antonio con Ezzelino (1982), due grandi affreschi di Pietro Annigoni, come suo è la grande pala del Crocifisso (1983) che domina l'altare.

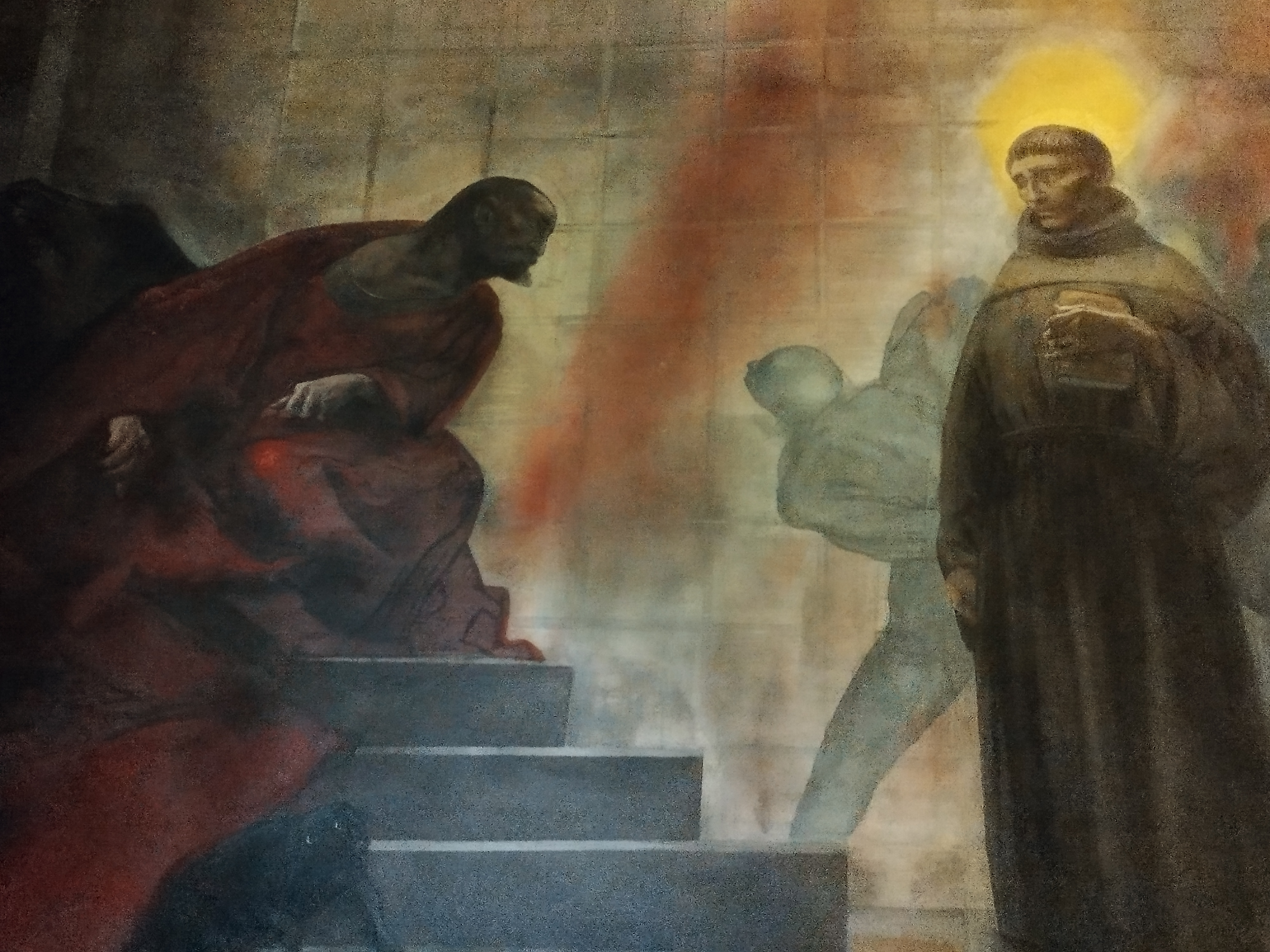

Sul sottarco di entrata sono visibili busti di sante entro clipei, appartenente all'originaria decorazione di inizio Trecento, riferite da Francesca d'Arcais a Giotto, che nel primo decennio del secolo lavorò nella basilica antoniana. Recenti studi di Giacomo Guazzini, hanno permesso di ricostruire l'aspetto dell'antico ciclo giottesco - una complessa decorazione aniconica a finti marmi e illusionismi prospettici, accertandone inoltre la committenza da parte della famiglia Scrovegni, comprovata dall'antico stemma (scrofa azzurra) ancora oggi visibile nel sottarco di ingresso.

### Cappella di santo Stefano
In precedenza la cappella era dedicata a san Ludovico di Tolosa.
Gli affreschi furono iniziati dal maestro Ludovico Seitz e furono completati da Biagio Biagetti tra il 1907 ed il 1908. Sulla volta della cappella vi sono Mosè, Giuda Maccabeo, san Girolamo e san Giovanni Crisostomo. Sulla parete sinistra compare il Martirio di santo Stefano, mentre a destra la Conversione di Saulo. Sulla parete di fondo compaiono due affreschi, a sinistra la Disputa di santo Stefano, mentre a destra Anania e san Paolo. L'altare è sempre opera del Biagetti, mentre la statua in bronzo è lavoro di Lodovico Pogliaghi del 1915, fatta sul modello dei bronzi donatelliani presenti sull'altar maggiore. Sull'intradosso dell'arco vi sono affreschi con Figure di santi, molto deteriorati e risalenti alla seconda metà del XIV secolo.

### Cappella di san Bonifacio
Un tempo la cappella era dedicata ai santi Prosdocimo e Giustina, sotto il patronato della famiglia Capodilista, ma ora è intitolata a san Bonifacio, evangelizzatore della Germania. Sulla vetrata si possono infatti ammirare gli stemmi delle regioni cattoliche tedesche.

### Cappella di santa Rosa
La cappella americana è dedicata a santa Rosa da Lima, anche se in precedenza era dedicata a sant'Agata, della quale era presente la pala del Martirio di sant'Agata di Giambattista Tiepolo, ora spostato lungo la navata.
Gli affreschi della cappella sono di Biagio Biagetti, cui attese negli anni 1913-1914 e rappresentano, sulla parete dell'altare, l'Annunciazione; a destra un trittico con Santa Rosa tra Castità e Povertà e a sinistra Santa Rosa tra Europa ed America. Sopra l'altare vi è la statua in bronzo di santa Rosa, opera di Aurelio Mistruzzi, firmata e datata 1924.
Alla parete di sinistra compare l'arca funeraria su mensole con statua giacente di Angelo Buzzacarini, professore di diritto all'Università, morto nel 1486. L'autore del sepolcro è uno scultore di nome Lorenzo. Nel moderno piccolo coro, degni di nota sono due postergali adintarsio, unici superstiti del grande coro di Lorenzo Canozi.
Le figure di santi affrescate nell'arco d'ingresso sono del XIV secolo. Appena fuori, sopra il confessionale, si vede il Monumento a Matija Ferkic, religioso del convento antoniano, per sette lustri professore di teologia scotista all'Università, morto nel 1669. È incorniciato da un affresco coevo, che raffigura l'Immacolata tra due figure.

## Organi a canne

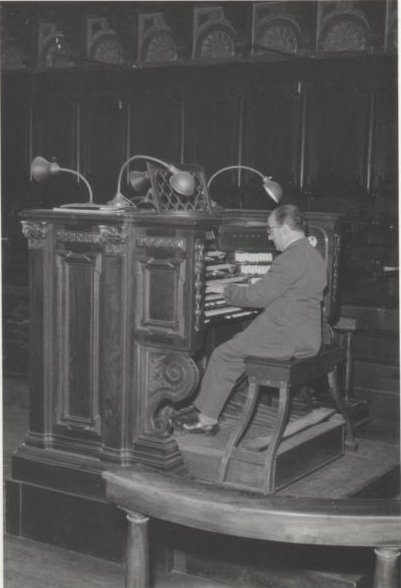
Mario Voltolina all'Organo Mascioni.

Nella basilica si trova l'organo a canne Mascioni, opus 417, costruito nel 1929 utilizzando tutto il materiale fonico e la colossale facciata dell'organo realizzato da Carlo Vegezzi Bossi per questo Santuario, in occasione del settimo centenario della nascita di Sant'Antonio, nel 1895. Lo strumento, originariamente a trasmissione pneumatica con tre tastiere e pedaliera (52 registi e 3573 canne), venne ampliato già nel 1931 con l'aggiunta di due ulteriori corpi d'organo (Mascioni, opus 736), collegati allo strumento più grande grazie alla costruzione, l'anno seguente (1932), di una nuova e monumentale consolle a 5 tastiere. L'organo è stato restaurato e riqualificato nel 2011 dalla ditta "Vincenzo Mascioni" di Varese sulla base di un articolato progetto del maestro Alberto Sabatini, organista della stessa Basilica Pontificia.
Oggi lo strumento, dotato di trasmissione elettronica computerizzata, possiede 98 registri sonori, 51 registri meccanici, 12 annullatori a placchetta, 5 casse espressive, più di 6000 canne e 8 distinte sezioni d'organo così disposte all'interno della basilica:
- il Positivo Espressivo (prima tastiera), e la relativa sezione del Pedale, in presbiterio, sotto l'arcone sud che guarda sull'ambulacro del retrocoro, verso l'altare di Santa Caterina (dalla parte della sacristia);
- il Grand'Organo, il Recitativo Espressivo e il Solo Espressivo (relativamente alla seconda, alla terza e alla quarta tastiera), e il Pedale, nella grande tribuna sopra la cappella di San Giacomo (braccio destro del transetto);
- l'Eco Espressivo (quinta tastiera), e la relativa sezione del Pedale, in presbiterio, sotto l'arcone nord che guarda sull'ambulacro del retrocoro, verso l'altare di San Giuseppe.

La monumentale consolle principale - mirabilmente decorata da intarsi, fregi e ricche modanature lignee - è posta sul piano del presbiterio ed è dotata di cinque tastiere di 61 note ciascuna e pedaliera concavo-radiale di 32: comanda tutti i corpi d'organo presenti nell'immensa Basilica.
Nella tribuna del braccio destro del transetto, dove prende posto la Cappella Musicale quando accompagna le celebrazioni, si trova una consolle secondaria, che comanda il nucleo principale corrispondente allo strumento antecedente al 1931: è dotata di tre manuali (riferiti a seconda, terza e quarta tastiera della consolle monumentale) di 61 note ciascuno e pedaliera di 32 note.
Tra i vari registri di questo superbo strumento musicale spiccano, per originalità e qualità, i vari e cristallini Ripieni, le graziosissime ed armoniche Viole (vi è un gran Concerto Viole a 7 file e un vaporoso Quartetto d'archi 8'), i morbidissimi e vellutati Flauti, le bellissime e corpose ance (alcune a forte pressione) e gli avvolgenti e rotondi bassi (oltre a due 32 piedi ad anima, v'è pure una Gravissima di 64'); voci e timbri che, nel Tutti, producono una potenza e una ricchezza armonica rara e profondamente suggestiva.

## Orologi

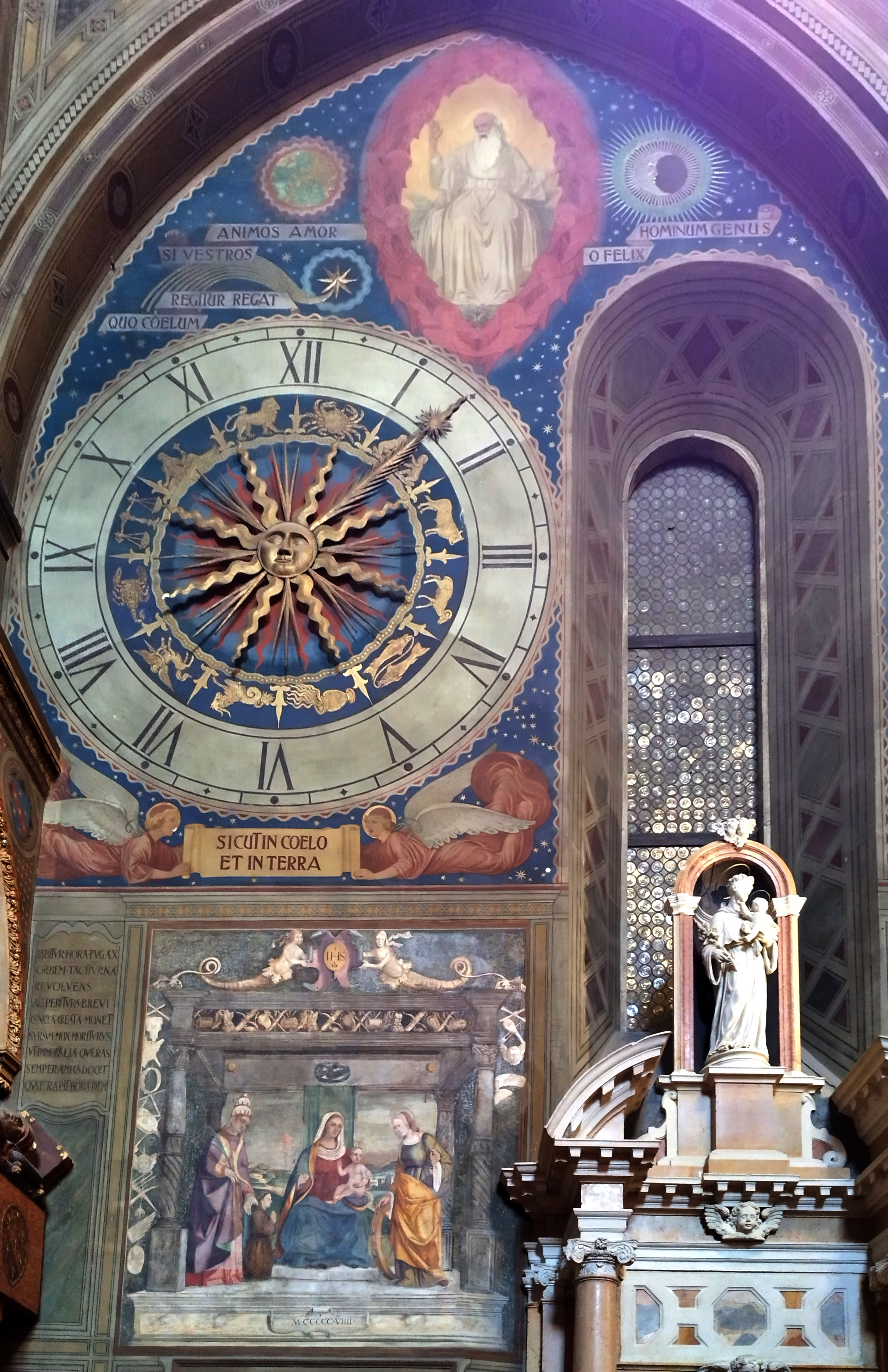
Orologio astrale della Basilica del Santo

In Basilica, sulla parete destra della navata centrale all'altezza dell'altare, si trova un orologio astrale che batte le ore due volte all'ora, utile per cadenzare la vita dei religiosi. Venne realizzato da Bartolomeo Ferracina da Bassano del Grappa in sostituzione di quello che fu distrutto nell'incendio del 25 marzo 1749. L'attuale risale all'anno 1759. Il meccanismo dell'orologio è collocato nel sottotetto.
Nel chiostro del noviziato si trova invece una meridiana che reca una scritta "Ora tua sempre incerta".

## Campane
Sui due campanili della "Basilica del Santo" a Padova è collocato un concerto di 8 campane accordate secondo la scala musicale diatonica maggiore di DO 3, fuse nel 1962 dalla ditta Daciano Colbachini di Padova.
Queste sostituiscono il precedente concerto di 7 campane del 1799 in Sib2, quindi un tono più grave dell'attuale, montate a battaglio cadente su ceppi in legno.
| Nr. | Nominale | Fonditore                   | Anno di Fusione | Diametro (cm) | Massa (kg) |
| 1   | Do3      | Daciano Colbachini (Padova) | 1962            | 141,6         | ≈ 1560     |
| 2   | Re3      | Daciano Colbachini (Padova) | 1962            | 125,1         | ≈ 1110     |
| 3   | Mi3      | Daciano Colbachini (Padova) | 1962            | 110,9         | ≈ 780      |
| 4   | Fa3      | Daciano Colbachini (Padova) | 1962            | 105,0         | ≈ 650      |
| 5   | Sol3     | Daciano Colbachini (Padova) | 1962            | 93,3          | ≈ 450      |
| 6   | La3      | Daciano Colbachini (Padova) | 1962            | 82,2          | ≈ 300      |
| 7   | Si3      | Daciano Colbachini (Padova) | 1962            | 72,8          | ≈ 210      |
| 8   | Do4      | Daciano Colbachini (Padova) | 1962            | 68,0          | ≈ 180      |

Le campane della Basilica del Santo non sono di buona qualità e risultano particolarmente scadenti.
Sono state realizzate con una sagoma particolarmente "leggera" che mal si sposa con il suono a slancio.
Infatti questo sistema tende ad enfatizzare tutte le qualità delle campane, visto che esse sono messe nella migliore condizione di resa (battaglio volante che appena si appoggia per un istante solamente lasciando libero di vibrare il vaso). Se però le campane non sono di buona qualità, verranno enfatizzate tutte le qualità negative della campana stessa.

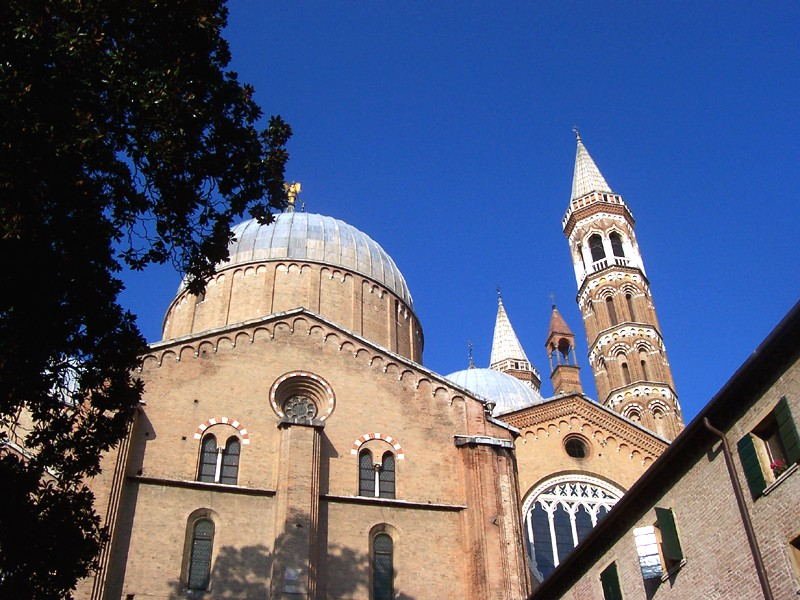
Scorcio di uno dei due campanili della basilica e punta del secondo.

## Sacrestia
Nell'atrio sopra l'acquasantiera si può vedere un piccolo bassorilievo marmoreo con san Francesco e sant'Antonio, opera di fine XV secolo di Giovanni Minello e del figlio Antonio. Sulla parete meridionale vi sono due affreschi del 1518; sono opere di un pittore della cerchia di Gerolamo Tessari e rappresentano Sant'Antonio che predica ai pesci e Miracolo del bicchiere.

miracolo della predica ai pesci

Nella lunetta sopra una porta ora murata si può ammirare la Vergine con Gesù bambino tra sant'Antonio e san Francesco, opera della seconda metà del XIII secolo e tuttora ben conservato. Nell'angolo a destra nel 1519 fu aggiunto il Ritratto di Bartolomeo Campolongo con berretto e mani giunte.
Le volte dell'atrio hanno ogive a tortiglioni di terracotta e le chiavi decorate con bassorilievi. L'insieme dà un'idea di come doveva apparire la copertura della stessa sagrestia prima dei lavori di ristrutturazione fatti nel Seicento.
La volta a botte della sacrestia, piuttosto bassa, fu affrescata nel 1665 da Pietro Liberi e raffigura la Gloria di sant'Antonio, con la Vergine e Gesù bambino che accolgono il Santo al suo arrivo in cielo tra un tripudio di angeli.
Lungo la parete occidentale, grande armadio a muro in cui fino al 1745, prima del completamento della Cappella delle Reliquie, erano appunto conservate le preziose reliquie della basilica. È un lavoro di Bartolomeo Bellano, realizzato tra il 1469 ed il 1472 ed è fortemente influenzato dal Mausoleo Rosselli di Pietro Lombardo, realizzato pochi anni prima.

## Convento
Lo stesso sant'Antonio vi soggiornò pochi mesi nel 1229 e successivamente dall'autunno del 1230 fino al maggio dell'anno successivo. Con l'inizio della edificazione della basilica, il convento fu riedificato più a sud ed è descritto come "nobile monastero" nel 1240 dal cronista Bartolomeo da Trento.
Anche durante il Trecento vi furono numerosi mutamenti e ampliamenti, fino ad assumere l'aspetto attuale nel Quattrocento. Come strutture e disposizione segue la tradizione edilizia monastica; si compone di un aggregato di vari fabbricati, articolati in quattro chiostri, ove sono visibili numerose lapidi e diversi monumenti funebri.

### Chiostro del noviziato

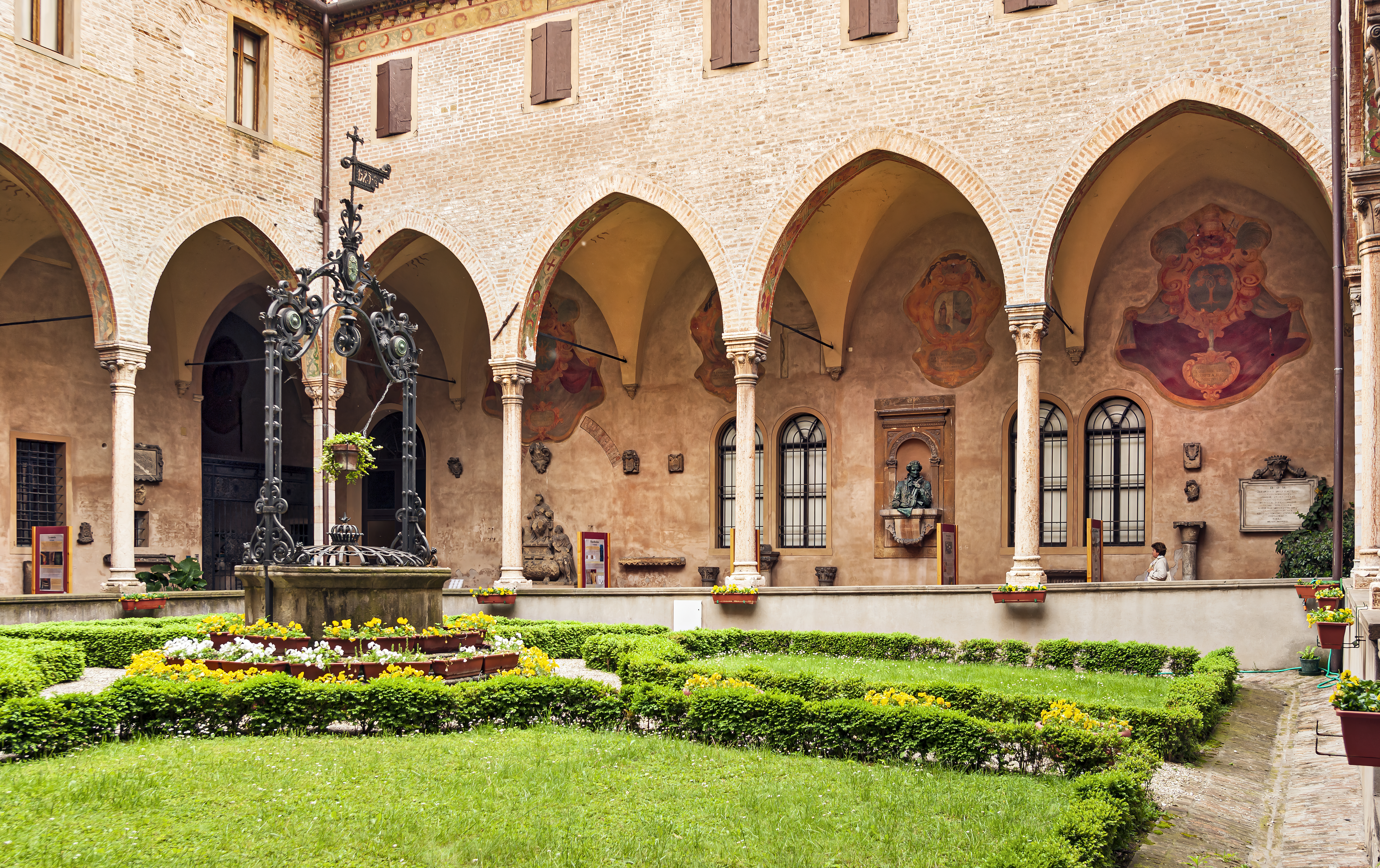
Chiostro del noviziato

Il chiostro prende nome dai novizi, i giovani che vi dimoravano prima di ricevere i voti nell'ordine francescano. Il chiostro poggia su ventotto colonne di trachite da cui partono archi gotici, sormontati da un loggiato in stile rinascimentale con piccoli archi a pieno centro.
Il chiostro e le strutture che lo circondano sono stati realizzati tra il 1474 ed il 1482, forse per volontà del papa Sisto IV, appartenente all'ordine francescano e fu affrescato da Jacopo da Montagnana. Le strutture ed il chiostro subirono danni molto ingenti durante la guerra della Lega di Cambrai e furono in seguito ristrutturati.

### Chiostro delParadiso
Questo chiostro è accessibile da una porta che lo collega con quello del Noviziato; cinge una parte dell'antico sagrato attorno all'abside della basilica. Il chiostro è così chiamato perché in passato il giardino era usato come cimitero.

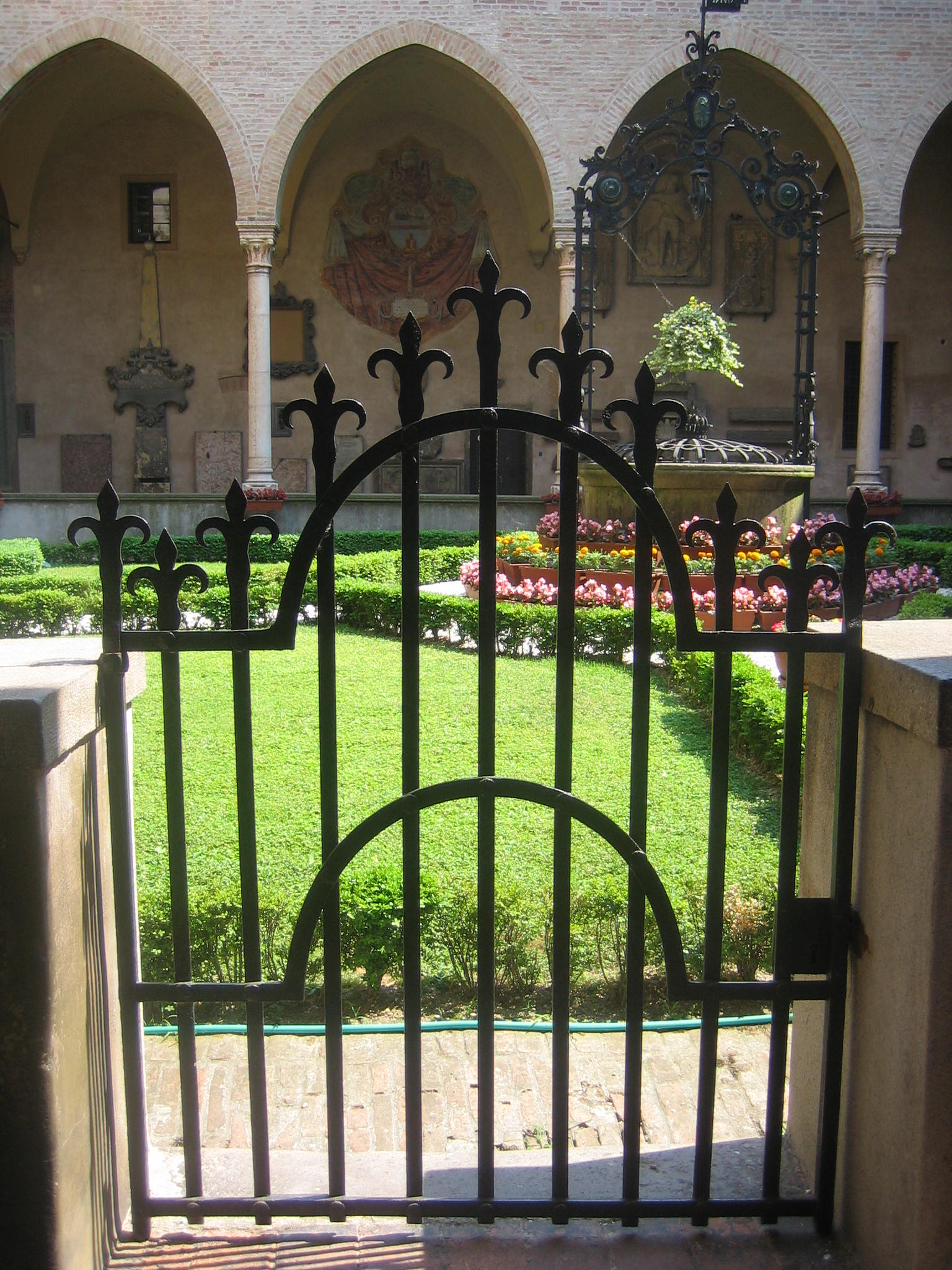
Chiostro del generale.

È presente un corto porticato di sole dieci colonne, innalzato verso il 1445 per accogliere arche e lapidi funerarie. Una parte, quella completamente a mattoni scoperti fu aggiunta nel 1963 su progetto dell'architetto Danilo Negri.
I più significativi monumenti funebri presenti sono:
- targa a padre Felice Rotondi (1702), professore di teologia all'Università, opera finemente lavorata di Giovanni Bonazza;
- sarcofago anepigrafo della famiglia Engelfredi, posto nel vano tra le cappelle di santo Stefano e di san Bonifacio; il sarcofago è protetto da una volta con arco acuto retta da colonne;
- sarcofago di Pietro Riario, patriarca di Alessandria; sulla parte superiore si può vedere il rilievo del prelato, opera di uno sconosciuto maestro veneto.

### Chiostro del generale
È chiamato così perché qui si trovava l'appartamento del generale dell'Ordine, quando soggiornava a Padova. Il chiostro, realizzato in forme tardo-gotiche, fu progettato da Cristoforo da Bolzano nel 1435.
Viene chiamato anche Chiostro dei Musici, perché qui si possono incontrare le memorie di alcuni musicisti famosi per la storia della Basilica e della Cappella Musicale Antoniana, illustre, quest'ultima, per la secolare tradizione e per i suoi direttori di chiara fama, tra cui ricordiamo il monumento dedicato a Francesco Antonio Vallotti (opera di Roberto Cremesini - 1980), il monumento a Giuseppe Tartini (1924), il monumento a Oreste Ravanello (busto in bronzo dello scultore Strazzabosco - 1940), e la lapide dedicata ad Antonio Callegari (padovano - 1758 1828) che diresse per quattordici anni la Cappella Antoniana, dal 1811 al 1828.

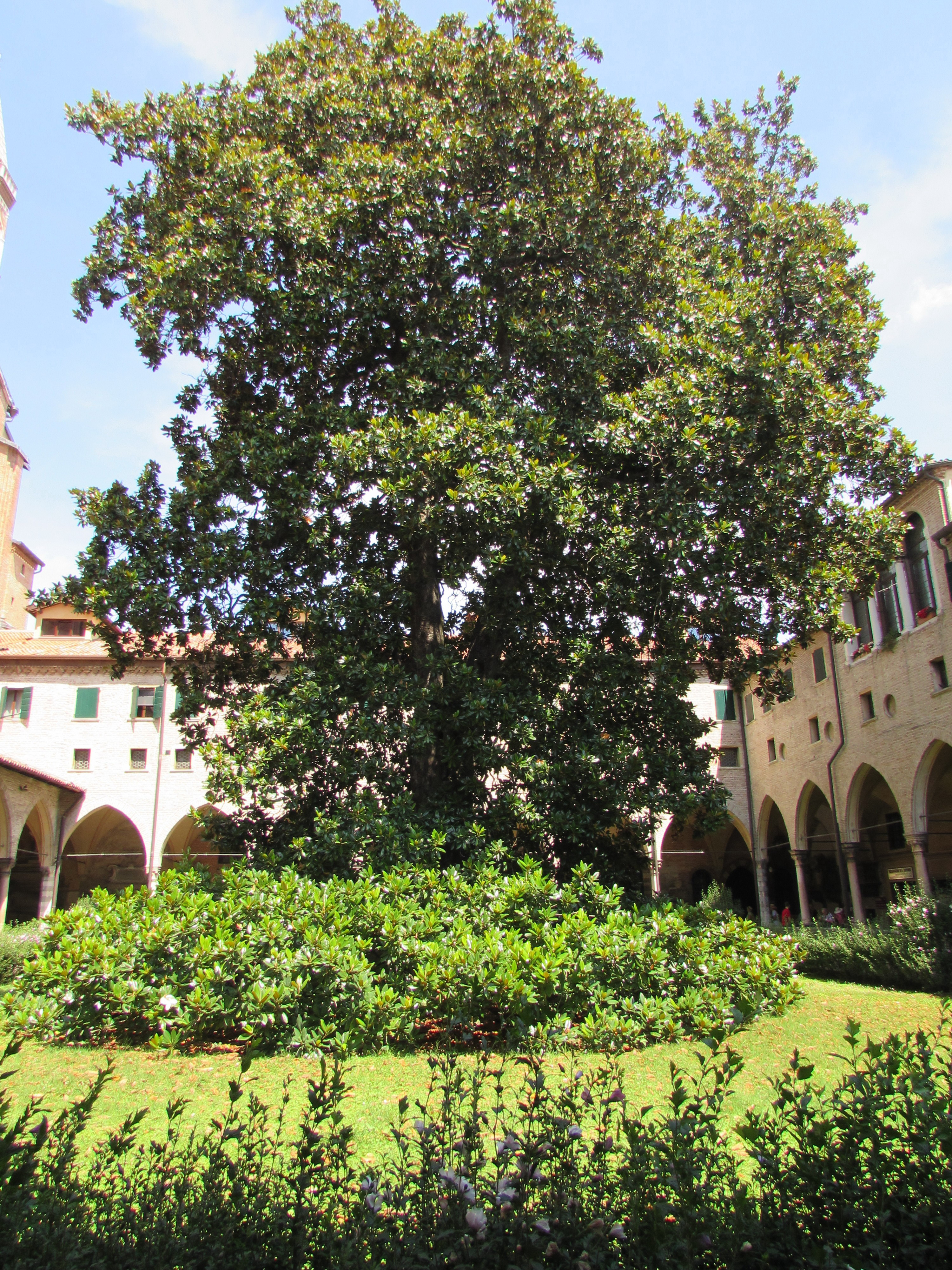
La magnolia del chiostro del capitolo

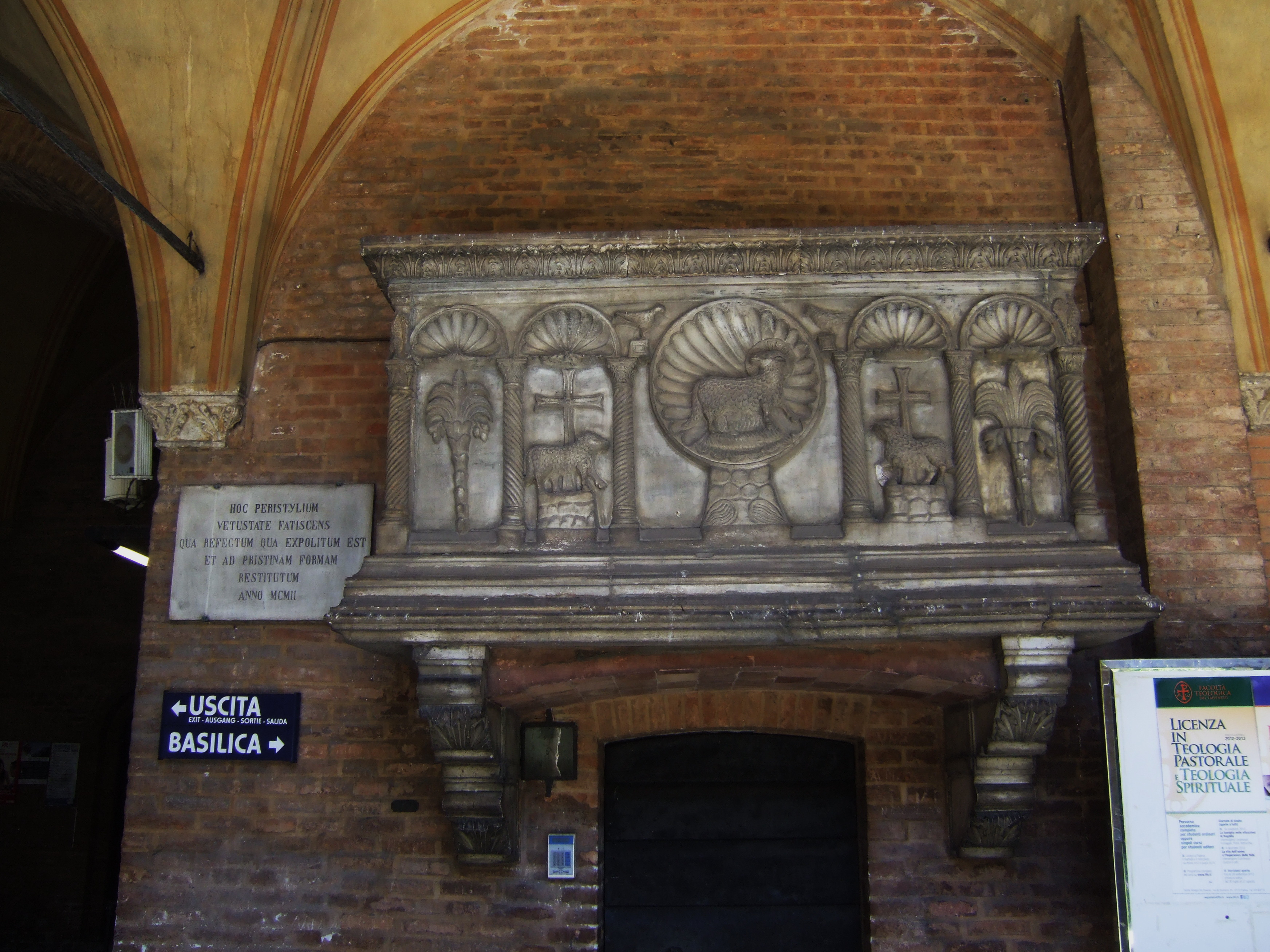
Sarcogafo della famiglia Bebi.

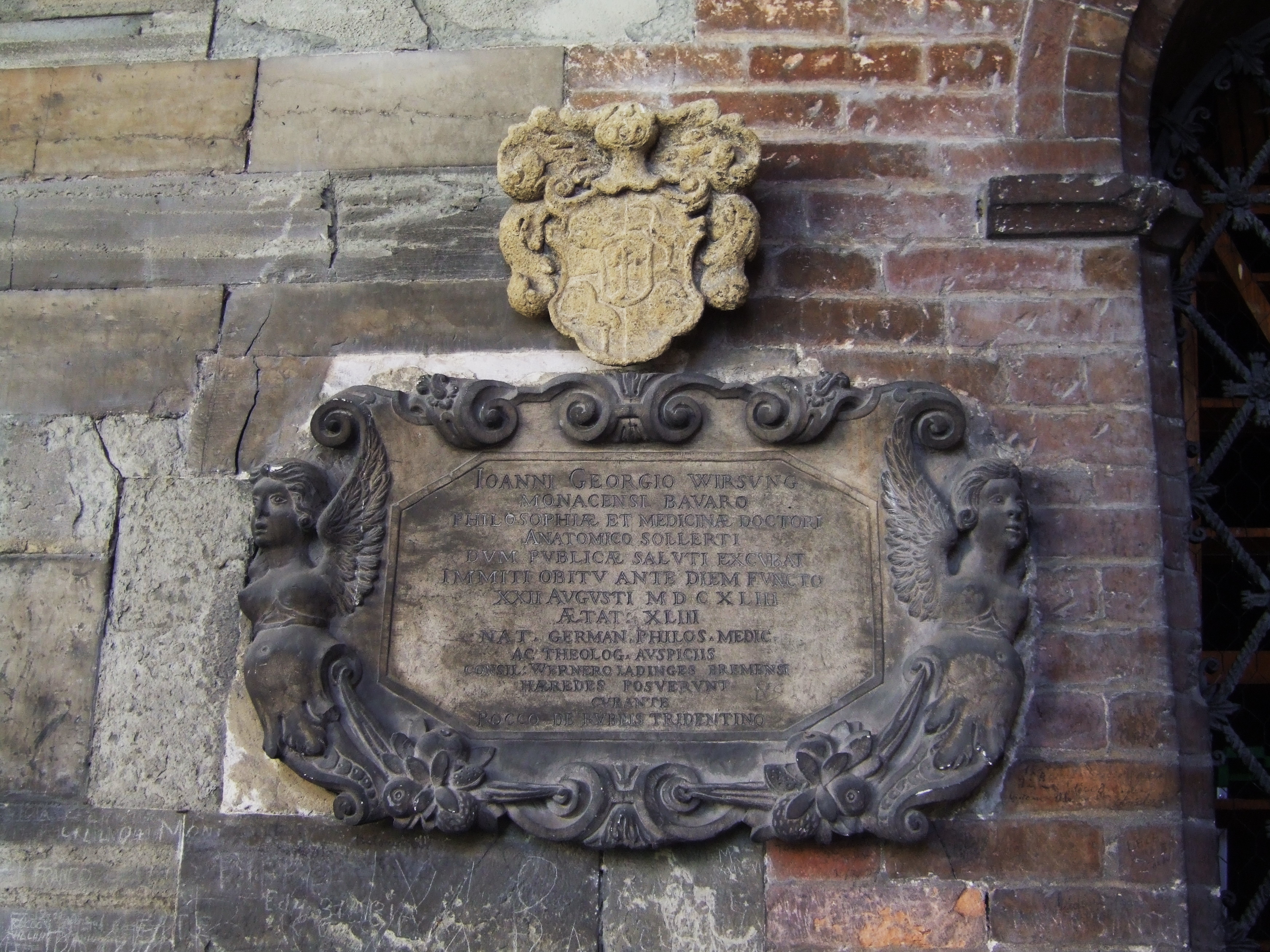
Lapide tombale di Johann Georg Wirsung.

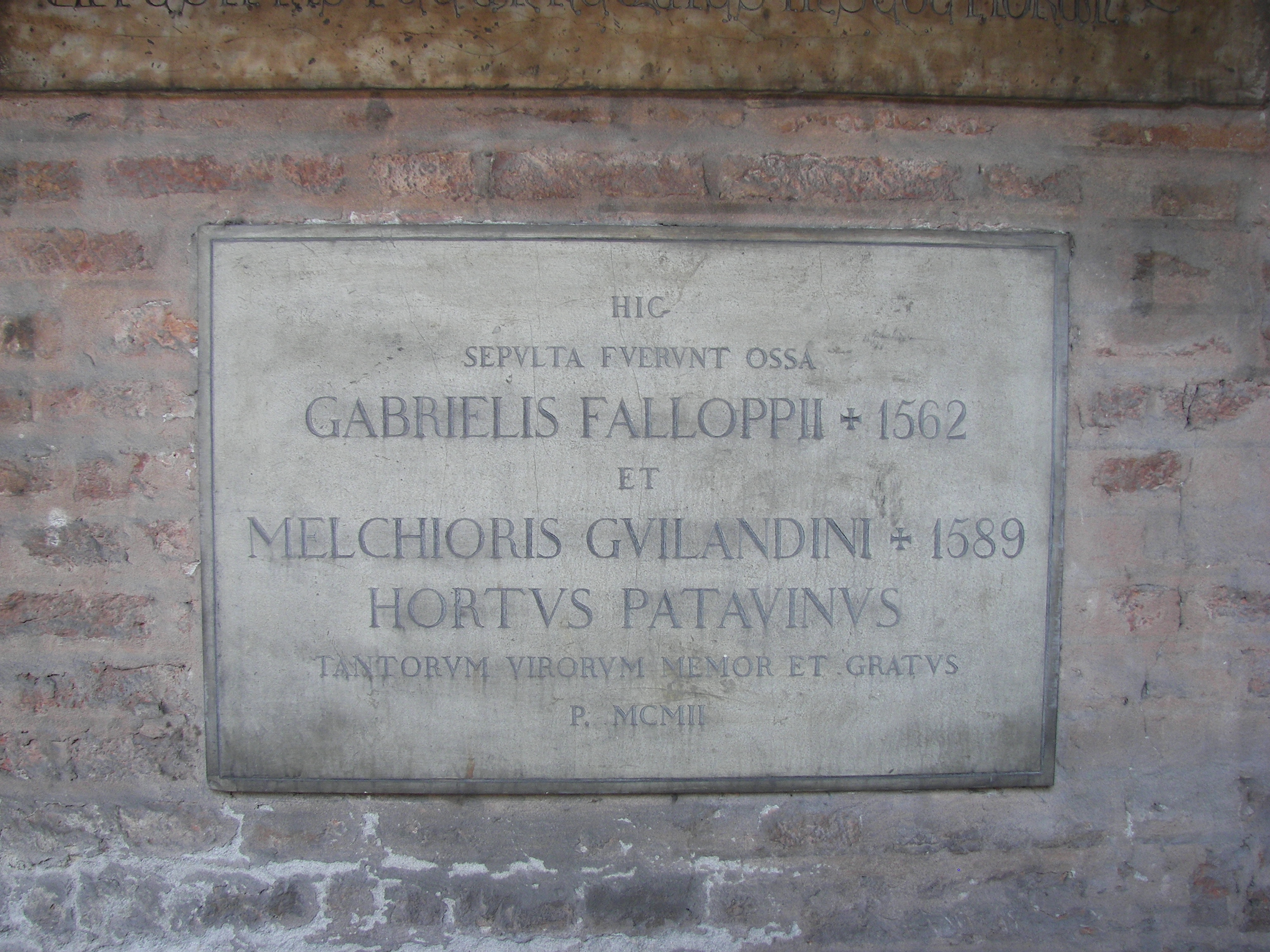
Lapide tombale di Gabriele Falloppio e Melchiorre Guilandino.

### Chiostro del capitolo o della magnolia
Questo chiostro è il primo nucleo del convento successivo alla morte del Santo; in principio
era a travature su colonne e fu rinnovato per assumere l'aspetto attuale verso il 1433. Ha questo nome perché sul lato della basilica si ha accesso alla sala del capitolo in cui si riunivano i frati, che è diventata una cappella. Viene chiamato anche chiostro della magnolia perché al centro del giardino si trova un raro e maestoso esemplare di magnolia grandiflora, uno degli 88 alberi monumentali ufficialmente censiti in Veneto a tutto il 2017.
Sono presenti:
- targa di Johann Georg Wirsung, qui sepolto, che fu lo scopritore del dotto del pancreas che porta il suo nome
- lapide di Giovanni Brambilla
- lapide di Giovanni Cotunio
- monumento funebre di Angelo Borghini, fratello dello scrittore Vincenzo;
- mausoleo di Luigi Visconti, opera che si ritiene possa essere stata eseguita da Andrea Palladio[16]
- arca di Bartolomeo, Ludovico e Nicolò Paradisi
- lapide di Antonio Piatto
- sarcofago pensile dei Capodivacca
- tomba del medico anatomico Gabriele Falloppio
- tomba di Melchiorre Guilandino
- lastra tombale di Bettina di San Giorgio, professoressa di giurisprudenza
- sarcofago della famiglia Lupi di Soragna
- lapide con stemma della famiglia Papafava da Carrara, sotto cui sono inumati i resti di alcuni membri della famiglia, tra cui Marsilietto Papafava da Carrara, signore di Padova. Le spoglie furono qui trasferite dopo che nel 1873 fu demolita la cappella che si trovava sul sagrato[17]
- monumento a Biagio du Boucquet
- monumento a Scipione Cattaneo
- sarcofago di Guido da Lozzo e di sua moglie Costanza d'Este; il primo risale al 1295, mentre il secondo al 1287 e sono le più antiche opere presenti in tutta la basilica. È composto da plutei in marmo, risalenti al X secolo e riutilizzati.

#### Atrio
L'atrio che collega il chiostro alla basilica conserva alcune opere degne di nota:
- lastra tombale di Caterina Franzesi, con bassorilievo rappresentante la defunta, opera attribuita a Pierpaolo e Jacobello dalle Masegne
- avello di Federico Lavellongo, con rappresentazione giacente del defunto; la parte scultorea è opera di un componente della famiglia De Santi, mentre l'affresco della lunetta votiva, in non buone condizioni, è attribuito ad Altichiero da Zevio

Sul lato sinistro dell'atrio:

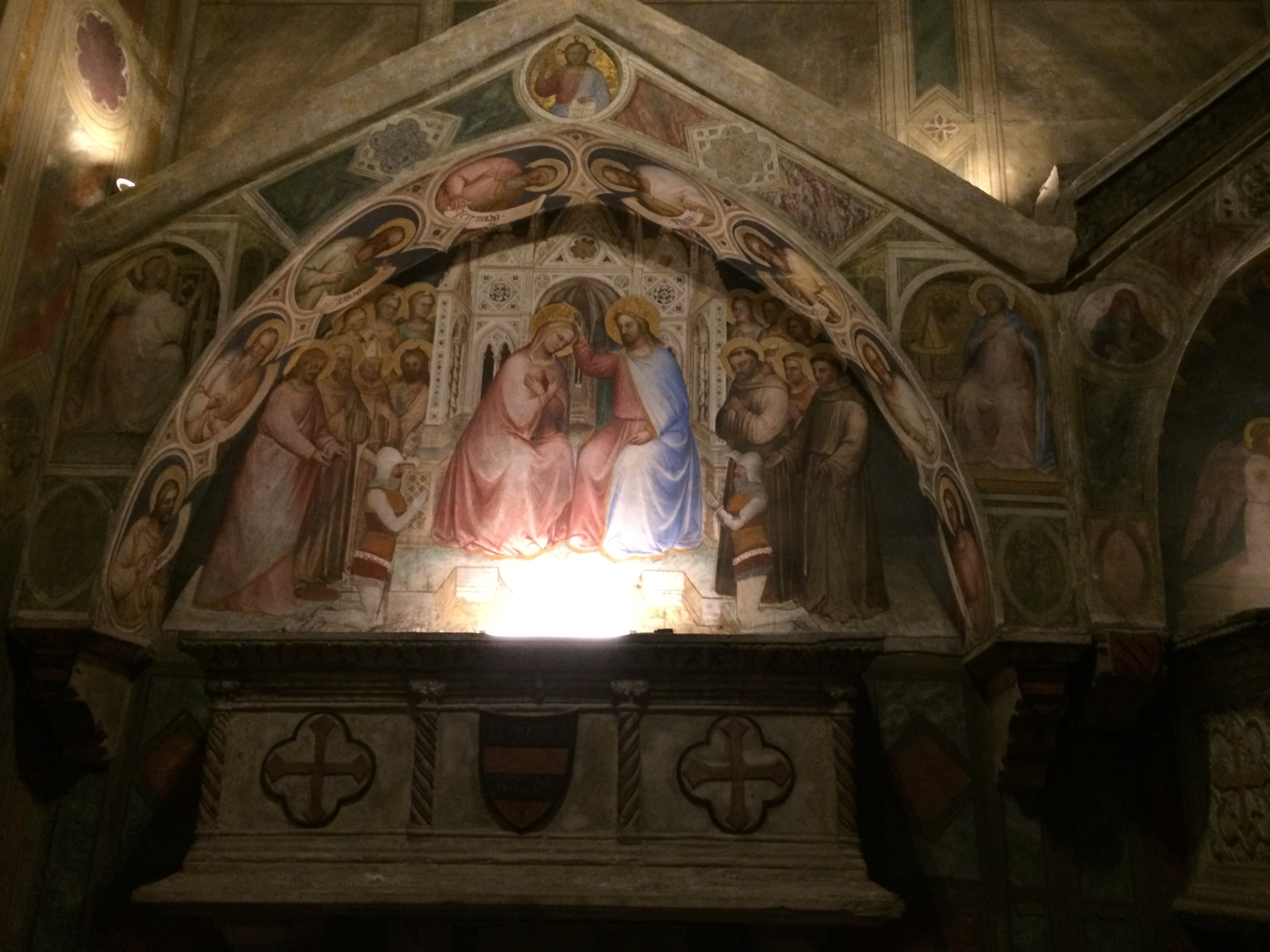
Giusto de' Menabuoi, Incoronazione della Vergine

- arca di Bonzanello e Nicolò da Vigonza, nella cui lunetta si può ammirare un'Incoronazione di Maria, opera di Giusto de' Menabuoi, come pure gli affreschi del sottarco e della ghimberga

## Filmografia
Nel film La lingua del santo di Carlo Mazzacurati, due ladruncoli si introducono di notte nella basilica e rubano quasi per caso da una teca la lingua di sant'Antonio, per poi chiedere un forte riscatto.

## Cronotassi dei delegati pontifici
- Arcivescovo Antonio Mauro † (11 ottobre 1975 - 10 dicembre 1990 ritirato)
- Arcivescovo Marcello Costalunga † (10 dicembre 1990 - 25 luglio 2001 ritirato)
- Arcivescovo Francesco Gioia, O.F.M. Cap. (25 luglio 2001 - 22 luglio 2013 ritirato)
- Vescovo Vittorio Lanzani (22 luglio 2013 - 8 marzo 2014 dimesso)
- Arcivescovo Giovanni Tonucci (8 marzo 2014 - 20 maggio 2017 ritirato)
- Arcivescovo Fabio Dal Cin (20 maggio 2017 - 27 giugno 2023 cessato)
- Arcivescovo Diego Giovanni Ravelli, dal 27 giugno 2023

## Bibliografia

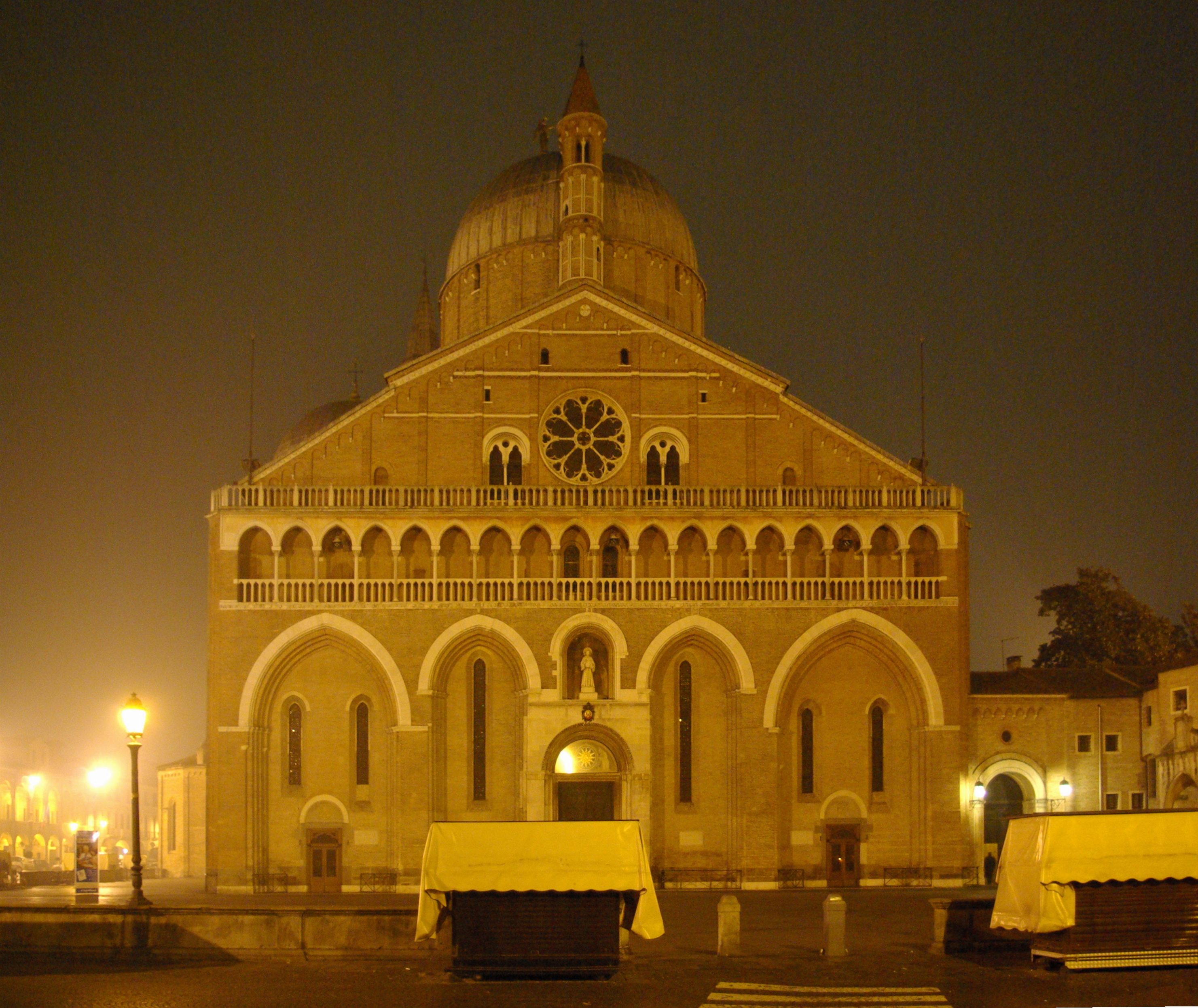
Visione notturna della basilica.